# キン肉スグル
- キン肉マン > キン肉マンの登場人物 > キン肉スグル
- キン肉マンII世 > キン肉マンII世の登場人物 > キン肉スグル

キン肉スグル（キンにくスグル）は、ゆでたまごの漫画『キン肉マン』および、その続編『キン肉マンII世』に登場する架空の人物。『キン肉マン』の主人公であり、通称「キン肉マン」。

## 概要
作品中に多数登場する「超人」または「超人レスラー」と呼ばれる、普通の人間を超えた能力を持つ者たちの1人。仲間やライバルなどの超人レスラーたちからは「キン肉マン」、親族やキン肉族の一部、ハラボテ・マッスルからは本名の「スグル」、ミートからは「王子」（『キン肉マンII世』では「大王様」）、翔野ナツコと二階堂マリには「キンちゃん」と呼ばれている。当初は地球の日本出身であるかに思われていたが、実は地球から500億光年離れたキン肉星に住むキン肉族の王子だと判明。後に宇宙中の超人たちの頂点であるキン肉星第58代大王となる。
真ん丸い団子っ鼻にタラコ唇という面相の持ち主だが、これはマスクであり素顔ではない。キン肉族には生涯をマスクをかぶって過ごし、もしも誰かに素顔を見られたら死ななければならない、という独特な掟があるためである。このマスクのため、容姿に関しては「ブタ」「ブ男」などの酷評を受けがちだが、キン肉星王位争奪編で幾度か描かれているマスクをめくり上げ素顔を半分ほどをさらすシーンでは、黒髪で鼻筋の通った精悍な顔つきの持ち主のように描写されている。作者ゆでたまごの嶋田隆司は素顔の公開については「永遠に秘密」と答えている。額には「肉」の1文字があり、尻にはキン肉族の証である「KINマーク」を持つ。
初期にはニンニクをエネルギー源、牛乳（アニメではラッキョウ）を弱点としており、巨大化して怪獣や悪の宇宙人たちと戦っていた。第21回超人オリンピック ザ・ビッグファイトの時にはカナヅチとされ父・キン肉真弓からキン肉式水泳術を伝授されるが、それが言及される以前のアメリカ遠征の際にはハワイから北米西岸まで泳いで渡っている。アニメではその際に鮫に襲われたショックでカナヅチになったと説明されているが特訓により克服、辛うじてキン肉泳法によるバタ足で泳げるようになった。
超人オリンピックV2をはじめとする数々のタイトルを獲得しており、シングルマッチでの敗戦はプリンス・カメハメとの対戦をはじめとして4回だけ。ただし、初期の非公式戦ではしばしば負けていた。「キン肉バスター」などの必殺技のほか、カメハメから伝授された「48の殺人技」と「52の関節技」からなる「カメハメ100殺手」など多彩な技を持つ。マスクの下の素顔から「フェイスフラッシュ」と呼ばれる万能光線を放つことも可能。またピンチに陥った際は潜在能力である火事場のクソ力が発動し、逆転勝利を収める。
性格は明るく、お調子者かつ下品。臆病者で、ラジオのギャグ怪談で恐怖したり、旧作アニメでは「頭が脚気で足が頭痛」と仮病を使い、風呂敷包みを担いで逃げようとして試合を辞退しようとする行動がパターン化していたり、恐怖のあまり度々失禁することもある。一方で、正義感が強く、仲間の危機を見過ごせない性格。それゆえに憎めない部分も多く、かつては敵であっても心を開き、絶大な信頼を寄せるようになることも多い。その一方で頑固で疑り深い部分もあり、素性の怪しい超人に対してはなかなか心を開かない場面も多い（後述の『究極の超人タッグ編』ではそれが顕著である）。7人の悪魔超人編でのモンゴルマン、夢の超人タッグ編での2代目キン肉マングレート（テリーマン）、キン肉星王位争奪編でのザ・サムライおよびその正体のネプチューンマンなど、正体・目的の知れないタッグチームメイトを必要以上に疑い、協力を拒否して自ら試合運びを不利に持っていった例も多々ある。ゆでたまごは「人の家に図々しく上がりこんで、冷蔵庫の中の物を勝手に食べそう」なので、友達にはしたくないタイプだと述べている。一方では「ダメな奴でも頑張ればどんどんカッコ良くなるというのを、漫画にしながら教わった」とも述べる。2019年のインタビューで嶋田隆司は「今の漫画キャラクターは1回強くなると無双じゃないですか?だけどスグルって絶対に一旦ビビるじゃないですか」と恐怖心と戦うリアルなレスラーであると分析している。
一人称は「わたし」（原作連載再開後は漢字読みの「私」）だがごくまれに「オレ」、女性にお世辞を言う際は「ボク」と言う時もある。『II世』において年齢を重ねてからは「わし」（まれに「わたし」。
口癖は「へのつっぱりはいらんですよ」。自信があるときに言う台詞であり、作中では「言葉の意味はわからんがとにかくすごい自信だ」と評される。なお本来、「へのつっぱり」とは関西地方の方言で頼りない人や役に立たないものを貶すときに使われる言葉である。このセリフは連載第1回目に作画担当の中井義則が入れたものであり、中井が住んでいた大阪では役に立たない人に「おまえは屁のつっぱりにもならんやつやな」などと言うが、それとは違い全く意味が通じない言葉だとされる。アニメ版でスグルを演じた神谷明は自らのブログのタイトルに使用している。アニメでは「へ、へ、屁が出る五秒前」もよく用いる（元々は与作の台詞）。
キン肉族の闘いの三カ条「強く・激しく・楽しく」を遵守し、闘いは強く激しいだけではなく観客を飽きさせないユーモアも必要としており、入場時のパフォーマンスは欠かさない。息子のキン肉万太郎が幼い時から「観客が100人いたら99人は絶対に笑わせるのが真の超人レスラーだ」と言い聞かせている。入場テーマには吉野屋のテーマ、カンヌ映画祭グランプリ『影武者』のテーマを使用したことがある。
名前の由来は江川卓から。

### キン肉ハウス
地球では自らの顔を模した掘建て小屋「キン肉ハウス」を住居としている。所在地は田園調布・美波理公園、アニメでは公園のトイレの裏に建てられている。調度品は、こたつ、テレビ、箪笥、電話。リングを設置することもできた。当初、経済的な困窮と不人気の象徴であったが、キン肉星の王子という身分が明かされ、さらに名実共にアイドル超人となった後も、スグルは正式な王位継承までの20年間この1Kの質素な家に住み続けた。スグルの仲間もこの家を正義超人の象徴のひとつと捉えており、取り壊しの危機にあったときはかつての仲間たちがここに集まった。
しかしミートの冷凍睡眠の場所として使用されたため、取り壊しは免れた。その後、息子の万太郎もまた地球での住居として使用している。

## 『キン肉マン』でのキン肉マン

### 生い立ち
地球暦の1960年4月1日、キン肉星第8病院（番外編ではキン肉城）で、キン肉真弓の次男として生まれる。番外編によると、誕生後間もなくキン肉星の法律が変わった影響で、マスクを自由に選べなくなり、コンピューターにより現在のブタ面マスクを着けるように指示される。これは『II世』では設定が変更され、真弓が選んだとされている。
誕生前に兄・アタルが真弓のスパルタ教育に耐えかねて家出したため、第1位の王位継承権保有者となる。三輪車で遊んでいた際の事故で左脇腹を怪我し、その古傷が弱点になった。頭は良くなかったが、キン肉星の王子なので王立幼稚園に入園できた。しかし、幼稚園入園のお祝いに行った家族旅行の最中、たまたま紛れ込んだブタ（キング・トーン）を放り出そうとした際にマスクのデザインが災いしてそのブタと取り違えられ、地球に捨てられた。
やむを得ず地球で生きていくことになり、田園調布の空き地に小屋を建て暮らしだした。ウルトラマンなどのスーパーヒーローに憧れ、地球の平和を願う気持ちと正義を心に燃やしていたが、実力が伴わない上になにかと臆病な一面もあるキン肉マンに対して人々の態度は冷たく、白眼視といじめの中で育った。

### 怪獣退治編
それから十数年後、あらゆるスーパーヒーローに色々な理由で怪獣退治を断られた地球防衛軍から依頼を受ける。意気揚々として怪獣たちの襲来を待ち構えていたが、ダメ超人と呼ばれるキン肉マンと真面目に戦うことがバカらしいという理由で怪獣に引き返され、結果として被害を一切出すことなく地球の危機を救う。
その後も怪獣退治に情熱を燃やしはするものの、連戦連敗ダメ超人と呼ばれる日々が続いた。そんな中キン肉星から来たミートが現れて、実はキン肉星の王子であるということが判明。ミートとはお目付け役として共に地球で暮らすことになる。それでもダメ超人の汚名は張り付いたままだったが、その情熱と、いざというときは自分の利益を蹴ってでも周りを助ける行動に次第に周囲にも認める人々が現れ始めた。この頃、生涯の親友となるテリーマンの他、二階堂マリや翔野ナツ子といったキン肉マンを取り巻く人物たちとも出会う。

### 超人オリンピック出場
超人のチャンピオンを決める超人オリンピックが開催されることになり、前チャンピオン・ロビンマスクの粋な計らいによって日本代表になり、運良くまたキン骨マンらの妨害にもめげず決勝トーナメントに進む。残虐超人の集中したBブロックに入るも持ち前の運とまだ世間も自分自身も気付いていない実力でカレクック、ラーメンマンを破り、決勝戦へ進出。戦いの中で生まれたラーメンマンの友情の激励、テリーマンのセコンド、火事場のクソ力を駆使しロビンマスクを破り優勝する。超人オリンピック覇者は世界遠征が義務付けられているため、ミートと共に世界へ旅立った。

### ザ・マシンガンズ結成
最初の遠征地・ハワイで後に師匠となるプリンス・カメハメに出会い、完敗した後に48の殺人技を伝授され、鋼のような肉体を得る。そしてハワイチャンピオンのジェシー・メイビアを48の殺人技の3つ目となる風林火山で破り、世界超人協会会長ドーロ・フレアースのいるアメリカ本土へと渡る。
しかし、アメリカはWSC（超人評議会）、WSF（超人同盟）の2つの団体の領地が占めており、WSA（超人協会）の領地はほぼ無に等しかった。さらにWSCとWSFは手を組み、WSAを滅亡させようとしていた。そこで、キン肉マンは姿を変えてアフリカの残虐超人「ザ・シャネルマン」を名乗り、試合後や試合前を狙い、ニューヨークでのビューティー・ローデスを皮切りにWSCの各地区チャンピオンたちから倒していった。こうすることで、団体の仲間割れを図ったが、両団体ともシャネルマンの正体を知っていた。
WSFのスカル・ボーズにオリンピック覇者というところに目をつけられ、仲間に迎え入れられる。そして、WSF開催のランバージャックショーでロビンマスクと再会した際にシャネルマンの正体がバレる。その3日後、ロビンとオリンピックタイトルを賭けグランドキャニオンで再戦するが、キン骨マンらと結託したスカル・ボーズの策略でリングを爆破され、キン肉マンは運良く助かったが、ロビンは谷底へ転落する。その後WSCの超人たちが現れ、抜け駆けは許さないとばかりに乱闘が起こり、現れた各団体の会長たちの師匠ゴッド・フォン・エリックにより乱闘が制止され、タッグリーグ戦で決着をつけるようにと説かれる。
こうして3団体+怪人チームでタッグリーグ戦が行われることになり、キン肉マンはテキサスに行き、左足を失ったテリーマンに対し義足をつけて再び戦うよう説得し、ザ・マシンガンズを結成する。WSA代表として出場し、テリーマンとのコンビプレーを次第に完成させて行き優勝する。
その後、次の遠征地に行こうとしたところに日本で怪獣ブルゴラスが現れ、急遽帰還して退治するが制限時間内に戻れず超人オリンピックのタイトルを剥奪される。
日本に戻ったキン肉マンは、以前と同じく怪獣退治をしていた。また、キン肉星に里帰りをしている最中に将来の妃となる、ビビンバと初めて出会い、彼女と同棲生活（といってもビビンバが勝手にすみついているだけだが）をすることになった。この時期、ビーンズマンの求めに応じてラッカ星に乗り込み、宇宙野武士を退治している。
アニメでは超人評議会と超人同盟は一つにまとめられて、超人同盟のみが敵として登場。テリーマンとタッグを組む展開がなくなっており、超人同盟の刺客と一対一の対決で倒していき、最後にロビンマスクと戦い、これが超人同盟との決着となっている。

### 第21回超人オリンピック ザ・ビッグファイト編
第21回超人オリンピック ザ・ビッグファイトが開催。本来なら日本代表はウルフマン（アニメではリキシマン）だったが、前チャンピオンということで特別に出場が許された。
再び持ち前の運と火事場のクソ力で決勝トーナメントへ進出。Bブロック1回戦でキングコブラを、2回戦ではベンキマンを破り、準決勝ではウルフマンを自分に不利な相撲ルールにもかかわらず、逆転勝ちをおさめた。
一方Aブロックでは、ソ連のロボ超人ウォーズマンのベアークローでラーメンマンが再起不能になる事態になる。それを見たキン肉マンは、決勝戦前に逃走。しかし廃人になりながらも自分を応援してくれるラーメンマンに心打たれ、ラーメンマンとの友情を胸に決勝のリングへと上がった。
決勝戦では両者はマスク超人のため、ウォーズマンのセコンド・バラクーダ（正体はロビンマスク）の提案で“覆面はぎデスマッチ”という特別ルールが設けられた。ウォーズマンに苦戦しながらも陰で応援するラーメンマンの存在もあって、30分以上戦うとショートする相手の弱点を突き、48の殺人技の1つであり、後にキン肉マンの代名詞となった必殺技キン肉バスターでウォーズマンを破り、父キン肉真弓と共に史上初の親子2代のV2の偉業を達成する。
アニメでは、この頃からマリがメインヒロインとして再登場。彼女が引き取った病魔に蝕まれる少年ケンジの存在によって2人は急接近。手術の成功を祈って試合に必ず勝つことを述べ、苦戦の末キングコブラに勝利。ケンジの手術もうまくいき、マリのキン肉マンに対する評価が大きく変化することになった。その後、ウォーズマンに敗北したラーメンマンの仇を討つべく、ブロッケンJr.、テリーマンらと特訓に励む。この際にキン肉バスターを披露しており、ウォーズマンとの戦いでも使用したがそれでもまだKOできず、互いに死力を振り絞った戦いの末、ウォーズマンを風林火山によってKOした。原作では敗北したウォーズマンに悪態をつき、自分の手でキン肉マンを倒すことを誓うロビンマスクだったが、こちらでは2人の戦いを見届けて、ようやく自らの敗北を受け入れられたとキン肉マンとウォーズマンに感謝を述べた。

### 7人の悪魔超人編
超人オリンピックV2を果たし、名実ともにチャンピオンになったキン肉マンの前にかつて超人オリンピック出場を禁止され宇宙に追放されていた7人の悪魔超人が、（偶然ではあるが）キン肉マンのせいで開放され、キン肉マンに挑戦状を叩きつける。キン肉マンは悪魔超人たちに怖気付きそれを拒否したが、首領格であるバッファローマンによりミートをバラバラにされる、しかもそれは10日以内に7人全員を倒し、ミートを元に戻さなければ二度とミートは元には戻らないという制限付きだった。このことでキン肉マンの心に炎が灯り、悪魔超人の挑戦を受け入れた。
ステカセキング、ブラックホールを連戦で破り、ミートの上半身と右手を奪い返すことに成功するが、体はすでに限界を超えておりまともに戦えない状態となる。そのことを察知し、テリーマン、ロビンマスク、ウォーズマン、ブロッケンJr.、ウルフマンの5人のアイドル超人がキン肉マンに加勢し、代わりに残りの悪魔超人に挑むことになる。5人の闘いが終わった後、キン肉マンはロビンマスクを破ったアトランティスを、霊界ポケットで悪魔霊術を破る救世主モンゴルマンの協力もあってキン肉バスターで破り、ミートの右足を取り戻した。アトランティス戦での出血多量によるダメージが深く、救世主によって無理やり休養をとらされ、丸1日眠り続けたが、残るバッファローマンとスプリングマンとの戦いはミート救出リミット残り1時間の間となる。不利な状況ながらも1人で戦おうとするキン肉マンの前にモンゴルマンが現れ、2対2のタッグマッチを要求する。悪魔超人側はこれを承諾するが、キン肉マンは休養をとらされる際に受けた襲撃と、この時点での不利な状況を呪うあまり、モンゴルマンを敵だと思い信用していなかった。しかし、モンゴルマンが身を挺してミートのパーツを守ったことにより仲間として認め、それぞれシングルマッチの体勢で闘うことになる。モンゴルマンがスプリングマンを破り、残るはキン肉マンとバッファローマンの1対1となった。バッファローマンはそれまで絶対的な強さを誇っていたキン肉バスターを、“6を返すと9になる”という戦法で破り、キン肉マンに絶望を味わわせた。しかしキン肉マンは持ち前の火事場のクソ力と、着地地点をリングから大屋根に変える新キン肉バスターを駆使し、最後はダブルキン肉バスターで死闘の末にバッファローマンを破った。闘いの中改心したバッファローマンと、悪魔の制裁に打ち勝ち戻ってきたら正義超人の仲間に入れるという約束を交わし、ミートを無事取り戻すことに成功した。
アニメではマリとの恋仲が大きく進展しており、早くも結婚の話やキスなどを受け入れるようになっていた。

### 黄金のマスク編
黄金のマスク編では全ての超人のエネルギー源である、黄金のマスクと銀のマスクのうち、黄金のマスクが7人の悪魔超人の上位である悪魔六騎士に盗まれた。その結果、すべての正義超人の超人パワーが奪われたが、最初に銀のマスクを手にしたキン肉マンと、他にはミートだけがパワーを奪われなかった。正義超人を救うべく、キン肉マンと悪魔六騎士の戦いが始まった。
最初の刺客スニゲーターを破るも、超人パワーを吸い取られ死亡。だが、ウルフマンの犠牲により蘇る。続く第二の刺客プラネットマンとの闘いではテリーマンたちが人面祖により人質になるが、ウォーズマンの犠牲によりこれを撃破する。その後、残りの悪魔騎士が機能停止となったウォーズマンの体内に入り込み、ウォーズマンを救うため、プラネットマンのパワーを吸収し復活したテリーマン、ロビンマスク、ブロッケンJr.と、新しく参戦したジェロニモとともに悪魔騎士が用意したリサイクル・ゾーンを通ってウォーズマンの体内へと入り込む。
アイドル超人が悪魔騎士を破ったが、六騎士の持つ黄金のマスクはすべて偽物だったことが判明する。ウォーズマンの身体機能を蘇生させた直後に最後の刺客・悪魔将軍が現れ、リサイクル・ゾーンを塞がれた。キン肉マンたちはジェロニモの犠牲によりウォーズマンの体内から脱出することに成功し、悪魔将軍とアシュラマンに挑むことになった。
キン肉マンはアシュラマンとの闘いの中、キン肉バスターを破られるものの、新技・キン肉ドライバーのヒントを得る。そこで復活したバッファローマンが時間を稼いでくれることになり、テリーマンとともに新技キン肉ドライバーの特訓に励み会得する。特訓を終え、リングに戻ってきたキン肉マンを待っていたものはバッファローマンを無傷でKOした悪魔将軍であった。こうして正義超人と悪魔超人の最後の戦いが始まり、モンゴルマンがレフェリーとして立ち会った。
悪魔将軍の膝を壊し地獄の断頭台の失敗を誘うが、悪魔将軍は悪魔六騎士の力を最大限に開放し6倍にパワーアップする。さらには苦労して会得したキン肉ドライバーも悪魔将軍の超軟体の前では通用しないことが判明した。闘いの中、悪魔将軍の正体は黄金のマスクことゴールドマンであり、弟である銀のマスクことシルバーマンへの復讐の念に憑りつかれる頭部のみのゴールドマンが大魔王サタンと契約し、サタンの分身である悪魔六騎士のパワーと合わさり肉体を持った存在であることが判明。スネーク・ボディ、硬度調節機能、地獄のメリー・ゴーラウンドなど悪魔将軍の圧倒的な実力に苦戦、さらには地獄の九所封じをかけられてほぼ再起不能の状態になる。悪魔将軍が止めとして放った地獄の断頭台を受けるが、キン肉マンは意識のない状態でロープを掴みダメージを軽減。悪魔将軍は半死状態のキン肉マンが自分に立ち向かってくることが理解できず、その力の源を探るとすでに死んでいたウルフマンやジェロニモの助けなどによる友情パワーであることが分かる。悪魔将軍が悪の力に疑問を持ち友情の偉大さを感じると、サタンと契約する前のゴールドマンの肉体が生え始め、キン肉ドライバーで倒せるチャンスが生まれるが、悪魔将軍は分離した悪魔六騎士にゴールドマンの実体を引きちぎらせて、再びキン肉ドライバーが通用しない空洞の肉体となる。この状態に対してバッファローマンは自らが犠牲となって悪魔将軍と一体化することにより、キン肉マンは実体化した悪魔将軍をキン肉ドライバーでKO。友情パワーに見せられ改心した黄金のマスクは銀のマスクと融合し、全ての超人のパワーが蘇る。
このとき登場したキン肉ドライバーの習得は、作者ゆでたまごによると「ヒーローは三つの大技を持っており、ひとつ技を破られて、そこからさらに特訓して新たな技を身につけるのはヒーローなら誰もが通る成長過程であり、キン肉マンもそういう時期にさしかかった」ため、キン肉ドライバーを習得させることにしたと語る。

### 夢の超人タッグ編
悪魔将軍との戦いの直後、将軍の体内から脱出し生き残ったアシュラマンとサンシャインの呪いの人形によって正義超人の力の源である友情パワーが奪われ、仲間たちはキン肉マンと敵対。同時期に富士の裾野に、トーナメントマウンテンが出現し、宇宙超人タッグ・トーナメントが開催されることとなったが、友情を奪われているためキン肉マンはテリーマン、モンゴルマンにタッグ結成を断られ、大会参加が危ぶまれていた。そんな中、プリンス・カメハメがキン肉マンの前に現れ正義超人の友情パワー復活のため、キン肉マングレートに扮装。カメハメとマッスル・ブラザーズを組み大会に滑り込み参加をする。なお本シリーズでは、グレートと揃いのタンクトップ（原作では白、アニメでは赤）を着用している。
1回戦では四次元殺法コンビ（ペンタゴン、ブラックホール）をタッグ技マッスル・ドッキングで倒し、準決勝に進出する。第3試合にて謎の超人ヘル・ミッショネルズ（ネプチューンマン、ビッグ・ザ・武道）が残虐超人、悪魔超人に続く第四勢力完璧超人だということが判明し、超人師弟コンビ（ロビンマスク、ウォーズマン）はマスクを剥がされ敗北した。キン肉マンは場外に投げ出された2人の素顔を撮ろうとしたカメラマンをモースト・デンジャラス・コンビ（ブロッケンJr.、ウルフマン）と共に追い払い、4人との友情を復活させるが、テリーマンとは意見の違いから対立を深める。
1回戦第4試合ではキン肉マンとのコンビを拒絶し、ジェロニモとコンビを組んだテリーマンのニュー・マシンガンズがはぐれ悪魔超人コンビと闘うが、ジェロニモが負傷し、コンビの息もあわなくなりテリーマンは劣勢となる。それまで仲たがいしていたキン肉マンはテリーマンにアドバイスを送り、テリーマンとのコンビネーションそして友情を復活させる。しかしふとした油断から、ジェロニモがアシュラマンに捕まり、テリーマンは両肩のスター・エンブレムを差し出し降伏した。だが、はぐれ悪魔コンビはなおもジェロニモに重傷を負わせ、テリーマンを呪いのローラーに巻き込もうとした。そこにグレートが助けに入り、キン肉マンはテリーマン救出をグレートに賭けるため自ら落下したジェロニモを救うが、テリーマンの救出に成功した後、力尽きたグレートが身代わりに巻き込まれ重体となった。
自分の正体をテリーマンに明かしたカメハメは、テリーマンにグレートのマスクを授け息を引き取った。こうしてキン肉マンが知らないまま、テリーマンは2代目キン肉マングレートとして参加することになった。
準決勝では組み合わせ変更により、はぐれ悪魔コンビと対戦した。グレート（テリーマン）の提案した完全決着のデスマッチにより、試合は大勢の超人が囲むランバージャック・デスマッチとなった。試合開始直後キン肉マンはグレートに先発を任せるが、四面楚歌のなかカメハメのファイトを再現できないテリーマンは悪魔コンビに苦戦し、マッスル・ドッキングも失敗。キン肉マンはグレートに疑念を抱き始める。逃げようとしたグレートだったが、カメハメの霊により迷いを振り切り、テキサスファイトに出たグレートは優勢となった。モンゴルマンからの霊界ポケット再提供により2000万パワーズとの友情も一時回復しコンビネーションを復活させたかに見えたが、悪魔コンビのツープラトンによりボディスーツが破れ、カメハメの褐色の肌ではなくテリーマンの白肌が覗く。キン肉マンは正体がカメハメでないことに再び疑念を抱き始め、グレートを見捨てかける。しかし正義超人のために奮闘するグレートをパートナーとして認めて、共に戦うことを決意する。その姿を見てサンシャインが友情に目覚め、続いてアシュラマンが熱い涙を流し、アシュラマンが友情パワーを認めたことから逆転のマッスル・ドッキングで決勝に進出した。
準決勝第2試合の2000万パワーズとヘル・ミッショネルズの試合の最中、アイアン・スエットに蝕まれて戦闘不能に陥った2000万パワーズを救うべく、キン肉マンは「2000万パワーズがギブアップしてくれるならば、自分たちマッスル・ブラザーズは決勝進出を放棄する」ことを勧告し、グレートも賛同。その行為は2000万パワーズの心を打ち、復活した友情パワーでアイアン・スエットは崩れ去った。だが、ヘル・ミッショネルズの猛攻の前にバッファローマンは敗北した。残されたモンゴルマンのマスクが狩られることだけでも防ぎたいキン肉マンはロビンから貸りた鋼鉄製の鎧を纏った状態でヘル・ミッショネルズのマグネット・パワーで生じた磁気嵐に乗ってリングに赴くも、モンゴルマンのマスクが狩られることは防げずモンゴルマンを庇って自身の左腕も負傷した。試合はヘル・ミッショネルズの勝利で終わったが、モンゴルマンことラーメンマンを植物超人に戻したヘル・ミッショネルズへの怒りを抑えきれなかったキン肉マンはヘル・ミッショネルズに挑みかかる。傷ついた左腕をクロス・ボンバーで切断されるが、カメハメの親友にして超人医であるドクター・ボンベの手によって、バッファローマンのロングホーンを骨の代用品として移植しされたことで左腕の再生に成功した。
決勝戦でのヘル・ミッショネルズとの闘いでは3本勝負となり、1本目の開始10分でグレートのマスクが剥がされ、正体がテリーマンであったことが判明した。困惑したキン肉マンはテリーマンとの共闘を拒んでいたが、カメハメの霊に励まされ、ザ・マシンガンズとしてヘル・ミッショネルズに戦いを挑んだ。完璧超人の最後の覆面狩りの標的として狙われることになるが、テリーマンの機転によりこれを回避する。呪いの人形による友情パワーの封印が完全に解け、キン肉マンとテリーマンの人形が一体化する。死んでいった仲間の霊にもマグネット・パワーの威力から助けられ、突如現れたヘル・ミッショネルズのエネルギー源である前方後円墳に鍵をかけることにより地球のエネルギーを停止させ、マグネット・パワーを封じ込めた。マグネット・パワーを奪われたため技を引き離せなくなったヘル・ミッショネルズにマッスル・ドッキングで勝利を収め、完璧超人の地球制服を阻止し、トーナメントマウンテンの山頂にあるトロフィーを引き抜くことに成功した。

### キン肉星王位争奪編
数々の激闘を繰り広げ、地球と超人界の平和を守ってきたキン肉マンは、キン肉星の王位継承について超人協会と100人の超人の神の承諾を得る。しかし、超人強度5000万パワーを有する完璧超人ネプチューン・キングが、超人強度7000万パワーに増大したキン肉マンに敗北した経緯から、キン肉マンの火事場のクソ力の上昇を警戒した5人の邪悪の神には王位継承を認められず、同じ日に生まれ、さらに病院で起きた火災により赤ん坊を取り違えた事件から、5人の王位後継者をでっち上げられる。そこで団体戦方式のキン肉星王位争奪サバイバル・マッチが開催され、ミートと2人で戦うことになる。
1回戦での熊本城における飛翔チームとの戦いにて先鋒として闘い、先鋒ザ・ホークマン、次鋒ミスター・VTRを破るが、中堅ミキサー大帝のパワー分離機により火事場のクソ力を分離され、超人墓場へと落とされる。ウォーズマンの協力により脱出し戦線に復帰するが、ミキサー大帝を捕えたキン肉ドライバーを、ミスター・VTRの状況予測装置により破られ、敗北を喫する。その後、ミートと駆けつけたテリーマンとロビンマスクの協力を得て、キン肉マンチームは1回戦を勝利する。
2回戦での姫路城におけるキン肉マンゼブラ率いる技巧チーム戦では、メンバー全員が先の飛翔チーム戦での傷が癒えていない状態でのスタートだったが、復活したウォーズマンとラーメンマンが助っ人に駆けつける。
姫路城が知性チームと超人血盟軍が戦っている名古屋城と合体した格闘城に戦いの舞台を移してからは、新たなコスチュームを纏うようになる。ロビンとのタッグチーム・ブルー・インパルスを結成し、ゼブラ&パルテノンとのタッグマッチを展開。キン肉マンスーパー・フェニックスやゼブラがキン肉星三大奥義を繰り出すなか、自身もその一つマッスル・スパークを未完成ながら習得し、ゼブラを撃破。なお、この試合の前後、作者の急病により3ヶ月間休載となり、その間、ゼブラにキックした足がしばらく元に戻らなくなっていた。
知性チームと残虐チームの6人タッグの最中、左腕の骨になっていたロングホーンをバッファローマンに返却した。今戦っているソルジャーが偽物にして、行方不明の兄・キン肉アタルという真実を知った後、アタルからマッスル・スパークの残り50%の掛け方とキン肉族3つの心得を伝えられ、兄の最期を仲間たちと共に看取る。
その後、テリーマンとロビンマスクの協力もあり、マッスル・スパークを習得し、決勝の地・大阪城へ向かう途中でマンモスマンに襲われ、負傷したウォーズマンの代役にジェロニモをチームに加え、フェニックス率いる知性チームが待ち受ける先鋒戦の会場・大阪城ホールに入り、決勝戦を開始。
先鋒戦を担当し、サタンクロスと魔方陣リング対決を展開。最初はディフェンドスーツの着用を拒むも、奇跡の灰に姿を変えたアタルの説得でディフェンドスーツ装着を決意。アタルの遺志を継いだアシュラマンの協力もあって、ディフェンドスーツの完全装着に成功。最終的には完成版マッスル・スパークでサタンクロスの寄生虫側のみを倒してサムソンを救い、試合に勝利したが、力を使い果たして倒れる。
中堅戦終了後、フェニックス側が一気に決着をつけるために提案したイリミネーション・ルーレットマッチで戦列復帰。ロビンやザ・サムライと共に、フェニックスやジ・オメガマンやマンモスマンと対決する。ロビンとマンモスマンが消滅した後、サムライことネプチューンマンとの巌流島コンビによるタッグプレーでフェニックス＆オメガマンを圧倒する。オメガマンが変身したカメハメとの戦いでは、52の関節技を会得し、師匠越えを果たす。消滅と引き換えに自分を救ってくれたネプチューンマンの最期を看取った後、オメガマンをマッスル・スパークで倒し、フェニックスとの一騎討ちを展開。全ての邪悪神（アニメでは超人閻魔）の力を含んだフェニックスの猛攻からのレイジング・オックスとニー・ドロップで心臓が停止し、身体も消滅していくが、先に消滅したロビンたちの手で邪悪大神殿から解放された火事場のクソ力で息を吹き返し、それに伴い、コスチュームもキン肉族の戦闘スタイルに変化し、身体も元に戻り、完全復活。7000万パワーマッスル・スパークでフェニックスに勝利する。試合後、キン肉星の大王として全ての超人を愛する自分の決意を超人の神々に提唱、サバイバル・マッチにて戦死した仲間たちとフェニックスをフェイス・フラッシュで復活させ、キン肉星王位を継承する。
アニメ版では最終回にマリと結ばれ、原作での許嫁ビビンバはフェニックスと恋愛関係になるという、原作とは違う形での終了となった。
作者のゆでたまごによると、52の関節技を習得させた理由は当時のUWF勢が関節技の有効さをプロレス界に広めた影響もあり、キン肉マンが大技だけではなくグラウンドレスリングの攻防にもちゃんと適応できなければならないと考えたため。

### 完璧超人始祖編
第58代キン肉星大王に即位し、平和を取り戻した地球を見届けた後、ミートを正義超人の僕になるように残してキン肉星に帰還。地球では正義超人・悪魔超人・完璧超人の間に三属性不可侵条約が締結される。その数日後、宇宙超人タッグ・トーナメントで撃退した完璧超人の本隊である完璧・無量大数軍が条約の撤回と正義超人の殲滅のために地球に襲来し、アイドル超人軍がメディカル・サスペンションによる治療に専念し動けない中、テリーマンが奮闘する。キン肉マンも単身地球に向かい、疲労に倒れたテリーマンを介抱し合流する。正義・悪魔超人連合軍と完璧・無量大数軍との団体戦ではピークア・ブーと対戦し、1年半のブランクと対戦相手の技術を学習する急成長超人のピークア・ブーに苦戦を強いられるが、戦いの中でかつてカメハメから教わった基礎技の大切さを思い出し、風林火山で勝利する。そして強さの源を聞くピークア・ブーに心の強さを説き、彼を改心させて再戦を約束する。
その後、アイドル超人が合流し、鳥取砂丘での団体戦第2戦を見守った。そして、悪魔六騎士と完璧超人始祖との第3戦も見守り、ザ・ニンジャとカラスマンとの戦いでは、場所が京都と近くということもあり、テリーマンたちと走って応援に駆け付けた。正義超人軍の総大将という立場のためになかなか戦いの機会が訪れなかったが、ストロング・ザ・武道（超人閻魔 / ザ・マン）からは最も危険な存在（本人の戦闘力だけではなく他人に与える影響力も含めて）として警戒されていた。国立競技場に現れた許されざる世界樹で行われた第4戦の中で、完璧・無量大数軍の重鎮ネメシスの正体がキン肉マンの祖父であるキン肉タツノリの弟・キン肉サダハルだと判明し、キン肉族を捨て正義超人であることを放棄し完璧超人となったネメシスと因縁を深める。また、完璧超人始祖シルバーマンがキン肉族開祖であることも判明し、彼とサイコマンの試合を見届けて正義超人として生きようとしたその志を受け継ぐことを決意する。
そして阪神甲子園球場でネメシスとの対決を迎え、序盤はパワーとテクニックで自らを凌駕するネメシスに圧倒されるが、仲間の正義超人の声援、さらには悲劇を背負ったネメシスをも救いたいという気持ちが火事場のクソ力を呼び起こし、一進一退の互角の勝負まで持ち込む。最後はネメシスが放ったアロガント・スパークを耐え抜き、シルバーマンが目指した正義超人理想の技マッスル・スパークで決着をつけ、敗れたネメシスの心に変化をもたらせた。さらに超人閻魔ことザ・マンと悪魔将軍との最終決戦の末、ザ・マンを殺害して自分も自害して共に消えようとした悪魔将軍を止めて必死の説得を行う。その説得は聞き入れられ、バッファローマンやネメシスと共に超人界の未来を託された。
性格については『究極の超人タッグ編』のように疑い深い面は強調されず、旧来の描写に近い仲間を思いやるドジで親しみやすい描写の他に、キン肉星王位争奪編を踏まえた威厳ある姿も描かれている。
人気投票企画「キン肉マン超人総選挙2013」では7位、「キン肉マン超人総選挙2015」では5位、「キン肉マン超人総選挙2017」では2位にランクインしている。

### オメガ・ケンタウリの六鎗客編
先の大戦での功績を称えられ、キン肉星での叙勲式に参加予定だったが、新宿で土産を購入していたため宇宙船に乗り遅れ日本に滞在していた。その後、ハラボテ・マッスルの命により地球襲撃にやってきたオメガ・ケンタウリの六鎗客を食い止めるウルフマンたち正義超人軍の応援に駆けつけるため、スペインのサグラダ・ファミリアへ移動する。生き残ったウルフマンと共に六鎗客と交戦するつもりだったが、そこへフェニックスら運命の王子たちが現れ、戦況はキン肉マンを含む運命の王子軍団とオメガ勢による団体戦へと推移する。
ソ連のスワローズ・ネスト城でパイレートマンと対戦。闘いの中、パイレートマンから六鎗客が滅亡の危機に瀕している母星を救うために、サグラダ・ファミリアの地下に眠るマグネット・パワーとキン肉マンが秘める火事場のクソ力を求めていることを聞かされる。星の救済が目的だと知るとそれをなぜ最初に言わなかったのかと言い、星を救うために火事場のクソ力が欲しいのなら修得するための協力はいくらでも惜しまなかったと言うが、六鎗客のもう1つの目的がザ・マンおよび全ての神の抹殺だと聞かされショックを受け、彼らとわかり合うために闘うことを決意する。火事場のクソ力による渾身の一撃をもってしてもパイレートマンの8000万パワーには及ばず、これでは星を救えないと絶望したパイレートマンにとどめを刺されそうになるが、パイレートマンの哀しみもオメガの星も救いたいと願ったパイレートマンに今までとは明らかに次元が異なると称されるほどの三度目の火事場のクソ力によるマッスル・スパークにより逆転勝利を収める。試合後にパイレートマンから火事場のクソ力には大きく3段階あることを聞かされ、自分のためや友や仲間のためのクソ力では星の同胞達を救うために闘っている自分たちと同じで、それでは星を救う手段にはなり得ないが、最後に出した「敵を救うための慈悲の心」によるクソ力がオメガの星を救う力だと確信したパイレートマンと和解し、星を救う道をお互い模索することを約束するが、直後に試合のダメージにより倒れる。目覚めた後、フェニックスがオメガマン・アリステラに敗北したことを知って愕然となり、リベンジを誓った直後に現れた兄のキン肉アタルとの兄弟コンビを結成してオメガ・グロリアスとの対戦をアリステラから提案されるが、パイレートマンとの試合で負傷していたこともあり万全の状態では無いからとアタルから断られ、ブロッケンJr.とキン肉アタルのタッグチーム・フルメタルジャケッツとオメガ・グロリアスの対戦を見守る。フルメタルジャケッツがオメガ・グロリアスに勝利し、さらにアリステラたちを襲撃した大魔王サタンにジャスティスマンが裁きを下し勝利したのを見届けた後、太古にジャスティスマンがザ・マンから聞いた更なる危機についての話を聞くために、ミートたちやアリステラたちと共に超人墓場へ向かう。そして、ザ・マンから、全宇宙の超人たちを死滅させようとする調和の神とその一派が下天してザ・マンと邪悪五大神の所持するカピラリアの欠片を奪おうとしていることを聞く。自分には友情パワーを手にする資格がないと意気消沈するアリステラに友情の握手を行うことで、アリステラたちも友情パワーを発揮できることを教えて、ザ・マンからアリステラたちに譲られた禁断の石臼を逆用して友情パワーで増幅した超人パワーを星に注入することでオメガの星を救えると励ました。
「キン肉マン超人総選挙2019」では4位、「キン肉マン超人総選挙2021」では5位にランクインしている。

### 新シリーズ
調和の神を始めとする超神たちが地上に襲来した後、ザ・マンからの指示でミートと組んで、超神たちの行き先へと向かう。そして、キン肉マンスーパー・フェニックスとキン肉マンビッグボディのタッグ「ゴッドセレクテッド」と超神イデアマンと超神ザ・ノトーリアスのタッグ「マイティハーキュリーズ」のタッグ戦が始まったイタリアローマのコロッセオに到着し、タッグ戦を見守る。
ゴッドセレクテッドが勝利した後、調和の神が出現させた天界へと続く隠し通路・バベルの塔へ入る資格を持つカピラリアの欠片を持つ8人に、連戦で重傷を負ったフェニックスに代わって立候補した後、バベルの塔でウォーズマンたちと合流して復活したロビンマスクと再会する。バベルの塔1階でジェロニモが超神ジ・エクスキューショナーに勝利した後、ジ・エクスキューショナーが語った調和の神の目的が108番目の神の席に座る資格を持つ超人を選抜するためだと聞くと、神の席に座るのが誰であろうと興味はなく皆で仲良く平和に暮らせればそれでいいと語る。3つに分かれた上層階への階段をウォーズマンとバッファローマンと共に昇って行き、5階のリングで待ち構えていた超神オニキスマンとウォーズマンの対戦をバッファローマンと共に見守る。ウォーズマンがオニキスマンと引き分けとなって、オニキスマンがウォーズマンをバベルの塔最上階へ転移させた後、バッファローマンと共にバベルの塔上層階への階段を登る。
バベルの塔6階のリングで待ち構えていた超神マグニフィセントとの対戦を怖気づくと、マグニフィセントがミートをバベルの塔6階のリングの傍へと転移させて、ミートをセコンドにつけてマグニフィセントとの試合を開始する。師匠プリンス・カメハメを含むココナッツ星人の系譜を生み出したマグニフィセントに苦戦するが、火事場のクソ力で立ち上がるとキン肉バスターの発展進化技「キン肉バスターイモータル」でマグニフィセントに勝利する。キン肉マンとミートにバベルの塔最上階へ行く資格ありと判断したマグニフィセントの力によって最上階へ転移した後、ネプチューンマンたちと再会する。そして、調和の神ザ・ワンから地上に下天した刻の神と彼が生み出す時間超人が宇宙を崩壊に導こうとしていると聞き、その対策を考えるためにウォーズマンたちと共に超人墓場のザ・マンのもとへ向かう。
超人閻魔の玉座の間に戻り、その場にいたテリーマンがキン骨マンの用意した新たな義足を装着するのを見届ける。そして、地球上のマグネット・パワーが異常な高ぶりを見せる五ヶ所への通路をザ・マンが開き、その通路の一つに飛び込むのを躊躇するが、キン骨マンのヒップアタックで押し込まれる。
「キン肉マン超人総選挙2024」では5位にランクインしている。

### アニメオリジナル
テレビスペシャル「決戦!7人の正義超人vs宇宙野武士」では、宇宙野武士と戦う7人の正義超人の1人としてラッカ星へ向かう。一目惚れしたマロン姫にいいところを見せようと躍起になり、宇宙野武士軍団の首領ブラック・キングを倒す活躍を見せるが、最終的にマロン姫とビーンズマンが結ばれたことで悲恋に終わる。

### 主要対戦成績
- 怪獣退治編
  - ○ゴリザエモン（たたきつける）
  - ○ゴーリキ（顔面変化での自滅）
  - ×キング・トーン
    - ×柔道（一本負け）
    - ×ボクシング（めった打ち）
    - ×レスリング（ピンフォール）

  - ×ネッシー（顔をなめる）
  - ○ザンギャク星人（キン肉フラッシュ）
  - ○イワオ（キン肉フラッシュ）
  - ○ナチグロン（バックドロップ）
  - ○ダイブツラー（キン肉フラッシュ）
  - ○ダイキング（首裂きキン肉カッター）
  - ○イワオ（ジャーマンスープレックス）
  - ○キン骨マン（アトミック・ドロップ）
  - ○底無し星人（腹裂きキン肉カッター）
  - ○テンドン（キン肉フラッシュ）
  - ×アポロ・ザ・ジャイアント（アッパー）
  - ○アポロ・ザ・ジャイアント（カウンターパンチ）
  - ○オクトバスドラゴン（キン肉フラッシュ）
  - ×ウコン（キック）
  - ○ブルゴラス（キン肉フラッシュ）
  - ×シシカバ・ブー（キン肉カッター）
  - ○モンスター・ターキー（不明。キン肉フラッシュかたのきんトリオのロイヤル・ストレート・フラッシュ砲のどちらか）
  - ○怪獣ゴンタ（ゲンコツ）
- シングルマッチ
  - ○カレクック（試合放棄）
  - ○ラーメンマン（スラッガーのアイスバーン・アタック ※「体当たり」との記述もある[23]）
  - ○ロビンマスク（メキシカン・ローリング・クラッチ・ホールド ※「体固め」との記述もある[24]）
  - ×プリンス・カメハメ（バック・フィリップ）
  - ○ジェシー・メイビア（風林火山 ※「ロメロ・スペシャル」との記述もある[25]）
  - ○ビューティー・ロローデス（人間風車）[注 13]
  - ○マジシャン（人間ヘリコプター）[注 13]
  - ○スカル・ボーズ（人間サッカーボール）[注 13]
  - －ロビンマスク（無効試合）
  - ○キングコブラ（超人キャンドル）
  - ○ベンキマン（パンツ詰め）
  - ○ウルフマン（リキシマン）（かんぬきスープレックス ※ 「居反り投げ」との記述もある[24]）
  - ○ウォーズマン（キン肉バスター ※ アニメでは風林火山）
  - ○ブラック・キング（風林火山とキン肉バスター）[注 13]
  - ○ステカセキング（キン肉バスター ※ アニメではアトミックドロップ）
  - ○ブラックホール（肉弾エルボードロップ）
  - ○アトランティス（キン肉バスター ※ アニメではタワーブリッジ）
  - ○スニゲーター（フロントスープレックス）
  - ○プラネットマン（ブラックホール・スープレックス）
  - ○アシュラマン（変形ツームストン・ドライバー）
  - ○悪魔将軍（キン肉ドライバー）
  - ○カレイヤス（キン肉バスター）[注 13]
  - ○ヤマカーン（風林火山）[注 13]
  - －ダーティバロン（火山の噴火による試合中止）[注 13]
  - －ダーティバロン（バッファローマンの乱入による対戦相手変更）[注 13]
  - ○バッファローマン（正義の剣の謎の力）[注 13]
  - ○ザ・ホークマン（キン肉ドライバー）
  - ○ミスター・VTR（超人絞殺刑）
  - ×ミキサー大帝（エルボードロップ）
  - ○サタンクロス（完璧マッスル・スパーク）
  - ○ピークア・ブー（風林火山）
  - ○ネメシス（マッスル・スパーク）
  - ○パイレートマン（マッスル・スパーク）
  - ○マグニフィセント（キン肉バスターイモータル）
- 非公式戦
  - △テリーマン（時間切れ引き分け）
  - ○ウルフマン（ドラゴンスクリュー ※スパーリング）
  - ○ブロッケンjr（キン肉バスター ※スパーリング）
  - ○ラーメンマン（キン肉ドライバー ※スパーリング）
  - ×ウォーズマン（パロ・スペシャル ※スパーリング）
  - ×バッファローマン（リベンジバスター ※スパーリング）
  - ×ロビンマスク（逆タワーブリッジ ※スパーリング）
  - △テリーマン（両者ノックアウト ※スパーリング）
- タッグマッチ
  - ○怪獣組（猛虎星人 / アブドーラ、バックドロップ）
  - △ジ・エンペラーズ（ビューティー・ローデス / ジャンヌ・スティムボード、時間切れ引き分け）
  - ○怪人師弟コンビ（キン骨マン / イワオ、ジャンピング・ネックブリーカードロップ）
  - ○宇宙一凶悪コンビ（スカル・ボーズ / デビル・マジシャン、カーフ・ブランディング）
  - ○バッファローマン&スプリングマン（ダブル・キン肉バスター）
  - ○四次元殺法コンビ（ペンタゴン / ブラックホール、マッスル・ドッキング）
  - ○はぐれ悪魔超人コンビ（アシュラマン / サンシャイン、マッスル・ドッキング）
  - ○ヘル・ミッショネルズ（ネプチューンマン / ビッグ・ザ・武道→ネプチューン・キング、3本勝負で2-1）
    - ×1本目（クロス・ボンバー）
    - ○2本目（マッスル・ドッキング）
    - ○3本目（10カウントノックアウト）

  - ○キン肉マンゼブラ&パルテノン（未完成マッスル・スパーク）
  - ○知性チーム（キン肉マンスーパー・フェニックス / ジ・オメガマン / マンモスマン、7000万パワーマッスル・スパーク）

- 団体戦
  - ○飛翔チーム（4勝2敗1引き分け）
  - ○技巧チーム（4勝1敗）
  - ○知性チーム（2勝1敗1引き分け）

## 『キン肉マンII世』でのキン肉マン
第58代キン肉星大王として登場する。初代キン肉マンやキン肉マンI世とも呼ばれる。恋人であるビビンバと結婚し、息子・万太郎を儲けるが、40歳を過ぎて出来た息子のため、非常に甘やかして育て、万太郎からは遊び道具として見られていた。現役時代の肉体の酷使のため、54歳にして20代の頃とは見る影も無いほど痩せ衰えており、椎間板ヘルニアや老眼などの持病に悩み、好物である牛丼も胃潰瘍によりミキサーにかけたものしか食べられなくなるなど、実年齢よりも遥かに肉体が老化・疲弊している。新たな悪行超人出現のため、再びリングでリハビリを兼ねてスパーリングに臨むも、この大幅な体力低下により、戦線復帰は不可能な状態であった。作者によるとこの時のキン肉マンの姿はジャイアント馬場がモデルだという。
自分の記録をすべて処分しているため、新世代超人からも実力は疑いの目で見られていたが、ヘラクレス・ファクトリーの卒業試験で万太郎と闘った際は、落下技などの派手な技は使えないものの持ち前の関節技で万太郎を痛めつけて、その根本的な強さを認めさせる。万太郎が彼を越え、日本駐屯超人となってからは父としての厳しい一面も見せており、火事場のクソ力修練をいやがる万太郎に活を入れる場面もあった。またこの時、現役時代と遜色ない火事場のクソ力で炎のランタンを激しく燃え上がらせている。
超人オリンピック ザ・レザレクション編では特別ゲストとして登場。決勝前にはテリーマンとザ・マシンガンズを再結成してエキシビションマッチに参加するが、そのラフファイトにより試合が荒れ引き分けとなる。その後、万太郎の控え室にキン肉族勇士の戦闘コスチュームをこっそりと置き、ケビンマスクに敗北した万太郎には「試練」として見守っていた（アニメでは万太郎が優勝したため、該当場面はない）。またこのとき、かつての恋人である二階堂マリと再会し、彼女の作った牛丼を食べる場面もあった。他にも上記のエキジビジョンマッチでラーメンマンと対戦した時は、落下技も再び使えるようになるなど、リハビリの効果が見えて体力面は普通に行動するのには全く問題ないまでに回復していた。それに伴い痩せ衰えていた筋肉も、往年ほどには遠く至らないものの多少復活しているように描かれている。
悪魔の種子編では、万太郎と再生アシュラマンとの闘いの前に地球に来訪。サンシャインの肉体を利用し、悪魔の胎内（デーモン・ウゥーム）に侵入。かつての戦友・アシュラマンが再び悪魔超人として復活したことにショックは隠せないものの、自身がアシュラマン戦の着用コスチュームから作った新コスチュームを万太郎に手渡しセコンドを務める。闘いが終わった後は、崩れ落ちる悪魔の胎内からケビンマスクを救出している。
第1回キャラクター人気投票では第8位、第2回キャラクター人気投票では第19位（ロビンマスクと同着）、第3回キャラクター人気投票では第15位にランク入りしている。

### 究極の超人タッグ編
宇宙超人タッグ・トーナメントに優勝してトロフィーを抜く直前、未来から時間超人ライトニングとサンダーが出現する。キン肉マンたちはそれを迎え撃つが、時間超人の未来のテクニックの前に苦戦し、ロビンマスクが餌食となる。それを追って万太郎たち新世代超人も出現するが、キン肉マンは未来の息子を名乗る万太郎を疑問視する。そして新世代超人によりロビンマスクは助け出されたものの、ロビンの妻・アリサが重傷を負う。また、未来からの超人の出現によりトロフィーがマシンガンズを最強と認めなくなり、もう1度最強のタッグを決めるために究極の超人タッグが開催されることになった。キン肉マンは、21世紀ミートの記憶と同期して新世代超人と共同戦線を張ろうと提案するミートを無視し、彼らを極度に敵対視して、勝手に悪行超人と決め付け、テリーマンと再びコンビを組み究極の超人タッグに出場する。
チーム過多によって突如行われた間引きバトルロイヤルでは、セレブリティーズ（ネオ・ショパン、ローズマン）を撃破。試合中、火の玉・火爺隊（イリューヒン、バリアフリーマン）から救ってもらうものの、頑なに周囲の人物の呼びかけを無視し、新世代超人を罵倒し続け、母アリサの影響で消滅しかけるケビンを「手品だ」と決め付け信じなかったり、ジェイドを蹴るなどした。
1回戦にてシード権を得て、2回戦第1試合にてカーペット・ポミングス（オルテガ、モアイドン）と対戦が決まるが、試合の前夜にバッファローマンに左腕に埋め込まれたロングホーンを返却したため、左腕の骨がないままの戦いに苦戦を強いられる。闘いの中、モアイドンの真実を口にすると口が閉まる「虚言の口」による尋問にて新世代超人および万太郎を心底憎んでいると答えるものの虚言の口が開き脱出、その後傷口を塞いだテリーマンのバンダナとモアイドンを持ち上げたことによる加圧トレーニングの応用で左腕の骨を再生。マッスル・ドッキングにより逆転勝利する。試合後、駆け寄ってきた万太郎たちを拒絶しつつも、彼にタッグの極意を告げて去ってゆく。この時から、以前ほど激しく万太郎を敵視することはなくなり、同時にワープしてきた21世紀ウォーズマンのことは受け入れるようにもなる。
2回戦終了後、突如現れたサタンとそれに協力した新星・ヘル・イクスパンションズ（ネプチューンマン、マンモスマン）、および時間超人により黒後家蜘蛛の呪いにかけられる。その呪いを解くにはキン肉マンを愛するキーパーソンが抱擁することであり、かつての恋人である二階堂マリがそのキーパーソンであった。ビビンバやマリの未来の娘・凛子らの手によりマリはキン肉マンとの抱擁を決意するが、キン肉マンは今の恋人であるビビンバとかつての恋人であるマリの2人の気持ちを傷つけないために、これを拒否。自らの力で呪いを封じ、リングに赴く。
準決勝では、万太郎とカオス・アヴェニールのタッグであるマッスルブラザーズ・ヌーボーと対戦。キン肉マンはマスカラ・コントラ・マスカラ（覆面剥ぎデスマッチ）を提案し、戦いを挑む。しかしその戦いの中で黒後家蜘蛛の呪いが発症し苦しめられるが、テリーマンの機転により呪いは解ける。その後は正義超人のイメージを覆す裏技の存在を露わにし、万太郎のマスクを剥ごうとしたり「マグネット・パワー」を使用したり、そのことに見損なうカオスも悪辣な手段で痛めつけるなど、悪行超人のような行為をテリーマンと共に行っていた。しかしその一方で、正義超人の矜持としてリングから落ちる万太郎を助けている。万太郎とカオスを「マッスル・ドッキング」で追い詰めるものの2人の力に破られ、さらに単独で万太郎をキン肉バスターにかけようとするがこれも返される。最後はテリーマンと共に「マッスル・エボルシオン」を受け、立ち上がろうとしたが敗北。万太郎たちの勝利を受け入れ、万太郎を自分の息子とようやく認める（キン肉マン自身は万太郎が自分の息子であることに予感はしていた）。試合後、マスカラ・コントラ・マスカラのルールによりマスクを脱ぐことになるが、万太郎と自身のフェイス・フラッシュにより誰にも素顔を見られず終わった。それでも「これが私の戦いのケジメ」と言いなおもマスクを脱ごうとするが、ハラボテ・マッスルの「自己満足に過ぎない」との発言や観客たちの「やめろ」のコールにより制止され、それに号泣する。
準決勝終了後、時間超人の引き起こした火山の噴火に巻き込まれたカオスをテリーマンやロビンマスクと樹海を捜索する中、時間超人の元から逃げ出したケビンマスクを発見。彼を保護し、キン肉マングレートとしてリングに立たせるため、「がきんちょハウス」より修復されたグレートマスクを手に入れ、彼にかぶせる。万太郎らが時間超人に勝利した後は、トロフィーを譲り受ける。
対マッスルブラザーズ・ヌーボー戦で、キン肉マンは指折り・目潰しなどの裏技に長け、アメリカ遠征時「マッスル・デビル」の名で恐れられたとの設定が加えられた。旧作ではマッスル・デビルの名は第20回超人オリンピックでのカレクックと、ジェシー・メイビア戦の観客により呼ばれた。また、時間超人が狙っていたトロフィーの底に根付くトロフィー球根（バルブ）は本来の歴史ではキン肉マンが付着していた土を落とすため、トロフィーを洗った際、一緒に排水溝に流したことが語られている。
第4回キャラクター人気投票では第8位にランク入りしていた。

### 主要対戦成績
- シングルマッチ
  - ×キン肉万太郎（キン肉ドライバー）
- タッグマッチ
  - －2000万パワーズ（ラーメンマン / バッファローマン、ノーコンテスト）
  - ○カーペット・ポミングス（オルテガ / モアイドン、マッスル・ドッキング）
  - ×マッスルブラザーズ・ヌーボー（キン肉万太郎 / カオス・アヴェニール、マッスル・エボルシオン）

## 『キン肉マンII世〜オール超人大進撃〜』でのキン肉マン
悪行超人軍団が復活し、危機に瀕した地球に万太郎を向かわせる。回想などの登場にとまっていたが、第21話「泣く子も黙る!“超人一等祭”開幕!!」より本格的に登場する。
超人一等祭では万太郎のセコンドとして登場。女性超人フィオナの応援に行ったり、万太郎と度々食べ物の話で盛り上がるなどの奇行が目立ったが、決勝戦の万太郎VSザ・ドゥームマンでは苦戦する万太郎に「幼い頃のように負けを恐れずに戦え」とアドバイスし、彼を勝利に導く。
第1回キャラクター人気投票では第10位にランク入りした。

## 番外編・読切作品でのキン肉マン
『キン肉フラッシュの巻（後にキン肉マン幼年編と改題）』では本編と異なる時間軸でお目付け役のミートとの出会いが描かれている。
『ロビン・メモの巻』ではハイドラ・ブートンに攫われたロビンマスクとロビン・メモ奪回のために、他の正義超人たちとウィーク・ポイント星に行く。ロビン・メモにより弱点のわき腹を砲台で狙われるが、最後はロビンマスクの伝えた弱点の金棒を合体技・超人サザンクロスでブートンを撃破する。事件は解決するもののロビンの意識は戻らず、さらにはじゃんけんに負けたため、十字架に貼り付けられたロビンを背負わされ、「助けるんじゃなかった」と愚痴を言っていた。
秋本治との合作である『超こち亀』「正義超人亀有大集結!!の巻」においては、葛飾区に悪行超人襲来の情報をキャッチし、仲間の正義超人を招集し、現地で落ち合おうとするが、待ち合わせの場所を決めなかったために駅前で泣いていたところを、秋本麗子の手によって保護され派出所に連れて来られる。その後、葛飾区内を徘徊していたテリーマンたちが偶然とはいえ各地で犯罪を起こしたため連行、最後は迷惑防止条例違反として逮捕され、両津勘吉に卍固めをかけられた。なお夢の超人タッグ編のコスチュームで登場している。

### マッスル・リターンズ
月刊少年エース別冊『格闘エース』に掲載かつ、『II世』連載前に描かれた『マッスル・リターンズ』では王位争奪サバイバル・マッチより5年後（29歳）の姿が描かれている。ゆでたまごによるとキン肉マンはプロレスラーとしての風格が充実する20歳代後半-30歳代前半に闘いを止めたため、ファンからもこれから一番強くなるキン肉マンの姿が見てみたいという要望に応えたと話している。
フェニックスとの闘いの後、二度とリングに上がらないことを決めたキン肉マンはきこり超人・マッスルに名を変え、破れて頭髪が覗いたマスクと肉襦袢を身にまとい、静かな生活を送るため、孤児超人・クァンを引き取り長野の南アルプスにて隠遁生活を送っていた。クァンが友達を連れて来て帰ってきたある日、ロビンマスクの息子ケビンマスクが究極超人チャンピオンシップに突如現れた残虐超人BUKIボーイと、負傷したロビンマスクに代わり闘うことを懇願。キン肉マンは知らぬ存ぜぬを通し物置に逃げ込むが、影でトレーニングをしていることを分かっていたクァンに肉襦袢を剥がされ、彼の説得によりロビンを救うために戦闘用マスクを着用し再びリングに上がる。
日本武道館に現れたキン肉マンはロビンと交代し、BUKIボーイと闘う。BUKIボーイの相手の攻撃を利用する返し技を火事場のクソ力による予測不可能な技により圧倒。テリーマンをKOした武器・雷槌落としも火事場のクソ力と筋肉のパワーで関節を戻し、キン肉バスターで逆転勝利する。闘いが終わった後、リングから立ち去ったように思われたが、疲労からリング下に転んでしまっていた。

### テリーマンとの闘い
「キン肉マンvsテリーマン」では、キン肉星へ帰る間際、テリーマンが彼に闘いを申し込む。大王としての勤めを後回しにし、これを承諾したキン肉マンはお互いに悔いのない戦いをするため、トレーニングに励む。しかしテリーマンは恋人である翔野ナツコが事故に遭い、彼女に付き添うために参加が危ぶまれる。しかしキン肉マンはタッグ編でのコスチュームを身に包み彼が来ると信じて雨の中待ち続ける。海を泳ぎきり、消耗した状態でリングに上がるテリーマンを見て、キン肉マンは闘いを止めることを促すが、テリーマンはそれを拒否。彼の熱意に応えるため、闘いを続行。キン肉マンはマッスル・スパークを仕掛けるが、時間切れにより試合は引き分けとなる。彼との試合は非公式で行われ、超人界の歴史に残らない試合だったが、キン肉マンは闘った記録としてタンクトップをミートに預ける。
ジャンプ40周年記念特別読切「キン肉マンの結婚式!!の巻」では、ビビンバとの結婚式にキン肉マンは仲間たちに招待状を送るが、何人かは来ないことを見越し、キン肉ハウス取り壊しの偽の情報を流し、彼らを招集する。結婚記念のプレゼントとして、7人連続（ウルフマン、ブロッケンJr.、ラーメンマン、ウォーズマン、バッファローマン、ロビンマスク、テリーマン）でのスパーリングを求める。6人とのスパーリングを終え、最後の相手であるテリーマンとの対決は、前の試合での決着をつけるためテキサス・フィストデスマッチを行う。お互いの気持ちをぶつけ合う凄まじい攻防の末クロスカウンターで引き分けたキン肉マンは、彼らに礼を言う。その後、ボロボロの状態でビビンバのもとに戻り、無事に結婚式をあげる。

## 得意技
キン肉バスター（キンにくバスター）
プリンス・カメハメより伝授された48の殺人技の一つ、別名「五所蹂躙絡み（ごどころじゅうりんがらみ）」。相手の両脚を手で掴み頭上に逆さに持ち上げたまま飛び上がり、相手の首を自分の肩に乗せた状態で尻餅をつくように着地する。首折り・背骨折り・股裂きがミックスされた技である。
キン肉マンは「とにかく背中と股がいたい」技だと解説。また、一番好きな技とコメントしている。
新キン肉バスター（ネオキンにくバスター）
上記のキン肉バスターを逆にしたバージョン。身体を回転させ上昇気流を起こし、天井に着地する。
口さけキン肉バスター
スニゲーターに使用したバージョン。相手の頭の代わりに右腕を肩に引っかけ、両腕で相手の上顎と下顎をつかみ、着地と同時に引き裂く。
サイドキン肉バスター
ロープの反動を利用して壁に着地するキン肉バスター。アニメでは、壁に着地せず相手を壁に叩きつけるものとなっている。
キン肉バスターイモータル
相手の両脚を交差させて×字状に掴み相手の両腕を自身の後方に固定して放つことで、股裂きのダメージが無くなる代わりに、首のフックを強化することで、首を抜かれると脱出されるキン肉バスターの弱点を克服している。「48の殺人技+α（プラスアルファ）」と称される。
キン肉ドライバー（キンにくドライバー）

キン肉バスターを破られたキン肉マンがテリーマンと協力して編み出したオリジナル技、別名「疾風迅雷落とし（しっぷうじんらいおとし）」。後に48の殺人技+1（プラスワン）として48の殺人技に組み込まれる。
相手の股に頭を挿し込み、担ぎ上げると同時に空中に飛び上がる。そのまま相手の身体を反転、両足首を掴み、上腕を足で踏みつけるようしながら落下しマットに叩きつける技。首折り・両腕折り・両脚折りがミックスされた、変形型のパイルドライバー。技の着想を得たのはアシュラマン戦でのフィニッシュホールドとなった変形ツームストン・ドライバー。
当初は相手を空中に投げ、落下してくる所を捕らえて技に入ろうとしていたが、必ずしも逆さまの体勢で落ちてくるとは限らないという弱点を見抜いたテリーマンに簡単に破られた。その後、巨大イノシシの乱入により上記の掛け方へと変更された。
キン肉マンは「頭と両腕と股がいたい」技だとコメントしている。
友情合体キン肉ドライバー・スペシャル
劇場版『キン肉マン ニューヨーク危機一髪!』で復活した悪魔将軍を倒した技。正義超人たちのパワーを得たキン肉マンが、風林火山からキン肉ドライバーへと繋げ、リングを突き抜けた後、最後はキン肉バスターを決める連続技。
マッスル・スパーク
キン肉族三大奥義の一つ。相手をブリッジで空中に打ち上げることにより抵抗力を奪い、自身も飛び上がり自身の腕での相手の腕をチキンウイング気味につかみ、左足で相手の左足、右足で相手の首をロックし、最後は仰向けの状態で相手の身体の上に乗るように両腕、両足をつかみマットに激突させる技。
未完成マッスル・スパークとアタル版マッスル・スパークを組み合わせて完成させた技であるため完璧マッスル・スパークとも呼ばれ、火事場のクソ力を復活させ使用した際は7000万パワーマッスル・スパークと呼ばれた。
作者によれば王位争奪編における新必殺技として名前だけ以前から決めていたと答えている。
『キン肉マンII世』では、「従来の必殺技の概念を超え、2段階を経て完成する必殺技」と説明され、従来の「スグル版マッスル・スパーク」が「マッスル・スパーク天」、「アタル版マッスル・スパーク」が「マッスル・スパーク地」と新たに設定された。天は無理な体勢で技をかけるため、自身の筋肉や関節などに大きな負荷がかかることが判明しており、そのことが原因でキン肉真弓は元々筋肉が硬かった故にマッスル・スパーク習得を諦め、キン肉スグルは王位争奪戦終了後に受けることとなった集中治療室で一1か月間昏睡状態になったと語られている。
シルバーマンの「完璧・弐式奥義アロガント・スパーク」がマッスル・スパークの原形であり、完全な殺人目的でしか成り立たないアロガント・スパークを相手を生かす技として分解再構成したのがマッスル・スパークなのだがシルバーマンが存命中には完成できず、天上兄弟喧嘩の前夜にヒントとして壁画に残し技の完成を後世に託し、歴代のキン肉族が様々な解釈のもと技が発展していき、シルバーマンいわくキン肉スグルがフェニックスに止めを刺した7000万パワーマッスル・スパークで理想の生かす技として完成したと述べている。
キン肉真弓によるとシルバーマンが目指したマッスル・スパークの真髄は、相手を決して殺すことなくその上で決まった瞬間確実に勝利を決定づける「究極のみねうち」であり、受けた相手に敬意を抱かせ真に敗北したことを自ずと認めさせ試合後に相互理解と和解へ導く流れを残すという、正義超人の理想の終着点ともいえる境地であり「キン肉族三大奥義」の真の意味であると語られている。
未完成マッスル・スパーク（みかんせいマッスル・スパーク）
「スグル版マッスル・スパーク」とも。ゼブラ&パルテノン戦で初披露した完成度50%の未完成版。相手の首を右足で、左太股を内側から左足でロックする。パルテノンにはさらに両腕を極めようとするも失敗した。
『キン肉マンII世』において、こちらが壁画に描かれていることに設定変更されており、本当の技の姿が何重に隠されている。まず腕が遊んでいることで技自体不完全であること、さらに壁画に細工彫りでアタル版マッスル・スパークが記されている。

48の殺人技（よんじゅうはちのさつじんわざ）
ジェシー・メイビアとの試合に備えてプリンス・カメハメより伝授された、パワーを活かした派手な技。原作ではキン肉バスターを除いて、あまり使われていないが、アニメや書籍『キン肉マン 熱闘スペシャル』では原作で放った技の大半が48の殺人技に昇華されたり、名称をつけられている。大半の技は一撃必殺ではないためキン肉マン自身も「殺人技としては失格」と述べているがそれと同時に「人を殺す技ではなく、穢れた邪念のみを殺す技」と誇りにしている。
宇宙旅行（うちゅうりょこう）
名前はアニメが初出。48の殺人技のNo.1。相手を冥王星へ投げ飛ばすほどの片手投げ。キン肉マンいわく「一番簡単な技」。原作ではキン肉マンがジェシー・メイビアの部下に使用して、月に激突させた。ピークア・ブー戦ではピークア・ブーがキン肉マンに使用使われるもキン肉マンがピークア・ブーの腕を掴むことで防いでいる。
風林火山（ふうりんかざん）
48の殺人技のNo.3。アニメでは初期のみ48の殺人技の2番目、テレビスペシャルでは48の殺人技のNo.1。相手の身体をつかみ回転しながら投げた後、ローリング・クレイドルに捕らえて上昇、さらにパイル・ドライバーで落下し、最後にロメロ・スペシャルを極める四段攻撃。技を使用する際、風林火山の句を口上している。なお、林であるローリング・クレイドルから火であるパイルドライバーに移行する際、僅かに隙ができるという弱点もある。
アニメではフィニッシュ・ホールドとして多く使用された。原作ではキン肉バスターでKOしたウォーズマンもこの技で倒している。スペシャル版では殺人技のNo.1と呼ばれ、「動かざること山の如し」のロメロ・スペシャルが「バックブリーカー」に変更された。また、アニメではロメロ・スペシャルの後にリングに叩きつけるバージョンと、ローリング・クレイドルからのパイルドライバーをキン肉ドライバーに変えるパターンがある。原作ではジェシー・メイビア戦で使用されてから長らく使われていなかったが、「基礎技の集合体」である強力な技として、ピークア・ブー戦でのフィニッシュとして披露された。風林火山を再登場させた経緯について原作担当の嶋田隆司は、ピークア・ブー戦の決着に悩んでいた時に行った自身のサイン会でたまたま着ていたのが風林火山を決めているキン肉マンの絵柄のTシャツであり、それを見て思い出したからだと語っている。
なおラストは当初、リバース・ロメロ・スペシャルの体勢だったが、文庫版などでは描き直されている。ゲーム『キン肉マン マッスルグランプリ』ではこちらの状態も使用でき、裏・風林火山「山」と呼称されている。
三角投げ（さんかくなげ）
相手を持ち上げたまま飛び上がり地面に投げつける。
原作では「48の殺人技」と呼称したのみであり、ゲーム『キン肉マン ジェネレーションズ』での技名も「48の殺人技」だったが、学研の図鑑『キン肉マン「技」』にて命名された。
人間風車（にんげんふうしゃ）
アニメオリジナル技。48の殺人技の3番目。ダブルアームスープレックスの体勢から竹トンボのように上空へ昇り、パワーボムで落下する。ビューティー・ロローデスとシーク星人を倒した際に使用。
人間ヘリコプター（にんげんヘリコプター）
アニメオリジナル技。48の殺人技の4番目。相手を宇宙まで放り投げるほどのエアプレーン・スピン。
秘技・鳥肉屋の舞台ウラ（ひぎ・とりにくやのぶたいウラ）
アニメでは48の殺人技の5番目「鳥肉屋の舞台裏（とりにくやのぶたいうら）」。マウントポジションから、スカル・ボーズのトゲをむしりとった技。
超人サッカーボール（ちょうじんサッカーボール）
アニメオリジナル技。48の殺人技の6番目。相手を宇宙まで蹴り飛ばすほどのサッカーボールキック。アニメではスカル・ボーズを金星まで蹴り飛ばし勝利した。
スクランブル・ソフト返し（スクランブル・ソフトがえし）
名称はアニメオリジナルで、48の殺人技の8番目。原作におけるベアークロー返し。与作一家のソフトクリームを蹴飛ばしたことをきっかけにキン肉マンが思いついた技。ウォーズマンのベアークローに対抗するために使用した手首へのサマーソルトキック。
フライングパンチ
上空からの拳を突き出して突進する技。
サン・マッスル
自分の肉体から吹き出た汗を反射させ、強い光を起こす技。作中ではブラックホールが出現させた分身を消すために使用した。アニメでは48の殺人技の1つとされる。
ゲーム『キン肉マンII世 正義超人への道』ではボディアタックとして扱われていた。また同作では必殺技の一つになっている。
肉弾エルボードロップ（にくだんエルボードロップ）
上空からのエルボードロップ。アニメでは48の殺人技の1つとされる。
鯉の滝登り（こいのたきのぼり）
キン肉泳法によるバタ足、作中ではアトランティスのウォーターマグナムを鯉の滝登りの如く泳ぎきり、頭突きを見舞った。アニメでは48の殺人技の1つとされる。
マッスルタイフーン
自分の身体を回転させ突風を作り出す技。アニメでは48の殺人技の1つとされる。
Uボート（ユーボート）
水中でUターンしての体当たり。アニメでは未使用。書籍『キン肉マン 熱闘スペシャル』で48の殺人技と設定されている。
大風車（だいふうしゃ）
名前はアニメが初出、後に学研の図鑑『キン肉マン「技」』にて紹介された。ベアハッグから大きく弧を描いたフロント・スープレックス。
一本背負い（いっぽんぜおい）
名前はゲーム『キン肉マンII世 新世代超人VS伝説超人』より。柔道にある技であり、相手の腕を肩越しに背負い地面に投げる。
超人絞殺刑（ちょうじんこうさつけい）
ロープを挟んで相手の背後から両手をつかみ、両足で相手の首を絞める全体重をかけた絞め技。
初期のアニメでは超人絞首刑（ちょうじんこうしゅけい）と呼称された。
ビッグミンチ
アニメオリジナル技。ドリルのように回転して相手を切り刻む技。
デビルファイヤー
劇場版『キン肉マン 大暴れ!正義超人』に登場。全身に青い炎をまとい突進する。
カメハメ・ロック
相手の胴体を蟹挟みし、相手を前屈させた状態から極めるアームロック。
キン肉壊体固め（キンにくかいたいがため）
48の殺人技No.13。相手の筋繊維を断裂させるように上から抑え付ける。キン肉マンとプリンス・カメハメは実戦で披露したことはなく、キン肉マンの動きを学習した完璧超人ピークア・ブーがキン肉マン戦で使用した。
キラウエア落とし
いわゆるバックドロップ。キン肉マンは、カメハメが確かな技術、雅やかな所作、対戦相手への敬意など、あらゆる要素を込めて仕上げた至高のバックドロップだと語る。
コークスクリューロケット
コーナー最上段から体を背面に反らしながらジャンプし、錐もみ回転しながら落下して相手めがけて頭突きを放つ。

52の関節技（ごじゅうにのサブミッション、アニメおよびゲームではかんせつわざ）
48の殺人技と同じくカメハメが使用する関節技。高度なテクニックが要求され、カメハメは当時練習嫌いのキン肉マンに教えることは不可能と判断し、キン肉星王位争奪戦にてオメガマンに召喚された際、わざと痛めつけることによって伝授している。これを会得し、キン肉マンは師匠カメハメを越えるに至った。
脇固め（わきがため、アニメではスーパーアームロック）
片腕で相手の腕をつかみ、そのままもう片方の腕を相手の脇の上から固め、腕を痛める技。カメハメとの戦いの中から得た最初の関節技であり、スタンドから身投げしようとするビビンバの姿を見て体が無我夢中のうちに動いて使用した。またキン肉マンはこの技をカメハメから受けたとき、「腕に電波が走るようだ」と表現している。
ボー・バック・ブリーカー
うつ伏せになっている相手の片腕と片足をそれぞれ自分の手と足とで掴んで、背中に片膝を当てて、相手の体を反らせる。作中、キン肉マンはカメハメの大車輪ニールキックを受け止め、その状態から使用した。
ゴリー・エスペシャル
相手の両手を自分の両手でつかみ、そのまま背中合わせにして持ち上げ、相手の両足を自分の太腿に掛けて固定、その状態で両腕により相手の体を引っ張る技。
カンガルークラッチ
相手を逆さに持ち上げ、相手の両足を自分の肩にかけたまま、相手の両腕を引っ張り、相手の五体を極める技。作中では、カメハメのゴリー・エスペシャル破りを阻止するために技を予測し使用した。
グローバルプレーンスピン
相手の頭を軸にして、あん馬の要領で回転し、相手を失神させる技。最後にボディプレスを見舞う。カメハメのバック・フィリップから逃れるためにとっさに使用し、この技で逆転KOした。
嶋田によると体操競技のあん馬をプロレス技にしたもので、首関節および頭蓋骨を痛めつける技。
地獄卍固め（じごくまんじがため）
あまりの難技のために使い手がいなくなったと言われる卍固めの原型。相手の背後にのしかかるようにした状態で両腕で片腕を極める。
キャプチュード
別名「捕獲投げ」。厳密には投げ技。右腕で相手の右太股、左腕で肩を捕らえて投げる。
アーチェリー・ストレッチ
うつぶせ状態の相手の両腕を自分の両腕でつかみ、相手の両足を自分の両足を引っ掛け両腕、両足を締める。
シャットダウンクラッチ
逆さまの状態の相手の両腕を自分の両手、相手の両足を自分の両足でクラッチする。
骨破筋交い絡み（こっぱすじかいがらみ）
逆さまの状態の相手を担ぎ上げ、相手の頭を自分の膝の上に乗せ、右手で相手の左腕、左手で相手の右足を締める。
カメハメツイスト
逆さまの状態で相手の上半身に絡みつき、左手で相手の右腕、両足で相手の首を極める。

フェイス・フラッシュ
マスクの下の素顔から放たれるキン肉族の正当な血を引く証の光。作中で、テリーマンやロビンマスクの窮地を救い、最終回では王位争奪戦の最中に死亡または消滅した超人たちを復活させた。キン肉マンの技の中では最強といわれるが、本人は「再生」の技とコメントしている。
肉のカーテン（にくのカーテン）
キン肉マンの祖父に当たるキン肉タツノリが考案した防御法。ボクシングのピーカブースタイルのように両腕で相手の攻撃から身を守る。相手のエネルギーを吸収する効果もある。超人硬度は4.5で鉄と同じ硬度を誇る。
元々は開祖シルバーマンが編み出した絶対防御の構え「パーフェクトディフェンダー」であり、そのおぼろげな伝承をもとにタツノリが完成させたもの。隙あらば攻撃に転じる「攻めの防御策」であるパーフェクトディフェンダーと異なり「打撃に対しての防御策」であり、組み技には弱い。
アニメではキン肉ガードに変更され、ポーズを取った際バリア状のものが放出されるようになった。
肉のカーテンアタック（にくのカーテンアタック）
肉のカーテンの状態で回転しながら、相手に突進する技。アニメで上記同様キン肉ガードアタックと呼ばれた。

キン肉フラッシュ（キンにくフラッシュ）
怪獣退治編における必殺技。両腕を交差して気合を込めて発射する光線技。
読切版『キン肉フラッシュの巻』ではミートの協力により使用可能になったとされている。
劇場版『キン肉マン 大暴れ!正義超人』におけるシシカバ・ブーとの闘いでの名称はキン肉ビーム。
キン肉スペシャル（キンにくスペシャル）
アントニオ猪木の卍固めをより複雑にしたホールド。相手を背中に回り込ませ、左手をつかみ、右足を相手の首を挟む。ヒーローショーに出演していた着ぐるみのパンダマンに使用したのみで、試合では未使用。
小説『ディープオブマッスル!!』「伝説の"キン肉スペシャル"!の巻」では、コブラツイストを発展改良させたという卍固めをさらに発展させてより複雑怪奇な固め技を開発しようと考案され、とてつもない柔軟さにより完成したとされるが、1回の使用で関節や筋肉に負荷がかかり全身の筋肉断裂と骨折を起こしたため永遠に封印され、ミートがマッスル・スパークを見てこの技をふと思い出すまで長い間忘れ去られていた。
キン肉ビーム（キンにくビーム）
キン肉マンが厳しい修行の末修得した、キン肉フラッシュを超える必殺技。十字に交差させた両足からビームを発射する。劇場版『キン肉マン 大暴れ!正義超人』におけるシシカバ・ブーとの闘いでの名称はキン肉フットビーム。
バリヤー
初期の防御技。両手を翳して出現させるが、破けたりバリアー自体が逃げ出したりで役立ったことは無い。
バックドロップ
後方から相手を捉え、頭から叩きつける投げ技。キン肉マンが使用する型は後頭部だけがキャンバスに叩きつけられる垂直落下式型である。
怪獣退治や主な決め技がなかった頃に多用し、ミートが「決まった瞬間描かれる曲線が美しい」と、キン肉マンの技の中で一番好きだと述べている。
怪獣退治ではナチグロンに初めて決めて大喜びし、試合ではロビンマスクとの戦いで初めて使用し、こちらでもフィニッシュ・ホールドを得たと喜んでいる。
メキシカン・ローリング・クラッチホールド
相手の両肩に乗り、両足で頭を挟み込んで前方に転がりフォールする技。本来マスターしていないが、ロビンマスクとの試合で本能が引き出した火事場のクソ力により無意識に放った。アニメではジェシー・メイビアにも使用したがあっさりと破られている。
ホワイトホール
キン肉王家伝統の秘技のひとつ。いわゆるキン肉マンのオナラであるが、ニンニクの食べすぎにより強烈な威力を誇り、超人相手にでも十分に通用する技となっている。
ブラックホール戦で、異次元空間から脱出する際に使用。アニメではイエローホールに変更された。
キン肉地雷（キンにくじらい）
飛んできた相手の下に潜り込み、両腕を叩きつけて相手をはね飛ばす。
ロングホーン・ボンバー
「夢の超人タッグ編」にてバッファローマンのロングホーンが埋め込まれた左腕により放ったラリアート。
アポロン・ウィンドウ・ロック
マグネット・パワーを封印する技。マグネット・パワーを止めることができる鍵穴のアポロン・ウィンドウに対し、バッファローマンのロングホーンが宿った左腕にマグネット・パワーで身に付いた磁力を用いて様々な鉄類が合体して出来た巨大な鍵で封印を行う。バッファローマンの魂の導きにより、使うことができた。
マッスル・ラン
キン肉族の戦士が敵の行動をさぐるときに使う戦法で、相手の周囲を走り回る。
パンツドライバー
初出は『マッスル・リターンズ』。相手に向かって屁を放ち、頭を自分のパンツの中に突っ込んで使用する、ツームストン・ドライバー。『究極の超人タッグ編』では、この時からこの技を使用している。
アルティメット・デスペナルティ
相手を背後からロープに絡めた上で、両腕をチキンウイングにとり、体重を掛けて両足で相手の首を絞める技。超人絞殺刑と似ているが、掛ける側の前後が逆であり、相手をロープに絡める点が違う。首絞め、腕折り、背骨折りの効果があり、キン肉マンは「究極の関節技」と称している。

### タッグ技
友情のクロスライン（ゆうじょうのクロスライン）
ザ・ミラクルズのツープラトン。キン肉マンがモンゴルマンの腕をとり共にラリアートを放つ。
マッスル・ドッキング
マッスル・ブラザーズおよびザ・マシンガンズのツープラトン。キン肉バスターとキン肉ドライバーが合体した技である。その威力は個人がそれぞれの技を決めた時の10倍の破壊力を誇る。
『究極の超人タッグ編』にて以下の2種類が設定された。
マッスル・ドッキングα（アルファ）
キン肉マンがキン肉ドライバーを担当するマッスル・ドッキング。キン肉マングレートの正体であるプリンス・カメハメと共に初使用。キン肉マンにかかる負担はβより少ないが威力に劣る。
マッスル・ドッキングβ（ベータ）
キン肉マンがキン肉バスターを担当するマッスル・ドッキング。パワー担当のキン肉マンが、頭脳担当のテリーマンの指示によって加重をつけて正確に落下することにより、本来の威力が発揮できる完全版のマッスル・ドッキング。宇宙超人タッグ・トーナメント決勝戦で初使用。

マッスル・ローリング
マッスル・ブラザーズのツープラトン。キン肉マンがグレートに肩車し、そのまま前転し相手を引き潰す。
ダブル・コンドルキック
回転した状態から空中に飛び上がり、2人に別れテリーマンの技であるテキサス・コンドル・キックを食らわせる。
マッスル火玉弾（マッスルかぎょくだん）
リングロープに絡まったグレートを弓のように引っ張って発射する体当たり。
バスターバリエーションPart5（バスターバリエーションパートファイブ）
別名W（ダブル）キン肉バスター。ザ・マシンガンズのツープラトン。2人で相手の脚を一本ずつつかみ、キン肉バスターを掛ける技。ビッグ・ザ・武道の正体を暴くために使用。
クロス・ボンバー
ヘル・ミッショネルズが得意としていたツープラトン。キン肉星王位争奪編にてロビンマスクと組んだ際、日英クロスボンバーとして使用。また使い手であるネプチューンマンとも行っている。
『究極の超人タッグ編』ではテリーマンと共に、左腕に砂鉄を擦り付けてマグネット・パワーを使用して放った。
クロス延髄（クロスえんずい）
巌流島コンビのツープラトン。2人で相手の延髄部分を挟みこむように蹴りを繰り出す。
巌流島ドロップ（がんりゅうじまドロップ）
巌流島コンビのツープラトン。キン肉マンが空中で相手の両腕をロックした状態で、それにネプチューンマンが加わり相手の両足をロックしそのまま2人の体重を乗せて地面に叩きつける。
レインボーブリッジスープレックス
巌流島コンビのツープラトン。キン肉マンがジャーマンスープレックス、ネプチューンマンがダブルレッグスープレックスで相手タッグの脳天を激突させ、さらにボディプレスで止めを刺す。この技でスーパー・フェニックスとオメガマンをKO寸前まで追い詰めた。
ビルディング解体落とし（ビルディングかいたいおとし）
マシンガンズのツープラトン。キン肉マンが空中で相手をうつぶせの状態で持ち上げたまま倒し、両膝を上げて倒れているテリーマンの上に落下する。

## プロフィール
- 分類 - 正義超人→伝説超人
- 出身地 - キン肉星
- 国籍 -  日本
- 身長体重 - 185cm 90kg[67]
- 血液型 - B型[68]
- スリーサイズ - B128 W76 H94[68]
- 超人強度 - 95万パワー（〜7000万パワーまで計測されている）[67]、∞（ディフェンドスーツ装着時）[69]
- 生年月日 - 地球時間で1960年4月1日[70]
- 年齢 - 20歳[71]、「黄金のマスク編」時22歳、「王位争奪編」時24歳、『II世』開始時54歳[72]、「火事場のクソ力修練編」時55歳[73]、『究極の超人タッグ編』では設定が変更され、20歳[74]。『マッスル・リターンズ』時29歳[34]。
- 家族 - 祖父・キン肉タツノリ、大叔父・ネメシス（キン肉サダハル）、父・キン肉真弓、母・キン肉小百合、兄・キン肉アタル、義父・ホルモン・ヤーキ、義母・ハラミ、義兄・プルコギ・ヤーキ、妻・キン肉ビビンバ、息子・キン肉万太郎
- 好物 - 牛丼（ツユギリ[75]、吉野屋のもの[76]、養老乃瀧のもの）、森永ココア[67]、ニンニク[67]、アントンリブ[67]、肉まん[77]
- 嫌いな食べ物 - 牛乳[67]（アニメ版ではラッキョウ）
- 趣味 - プロレス観戦、寝ること[78]、TVで漫才を見ること、切手コレクション[77]
- 好きな芸能人・歌手 - 太田裕美、榊原郁恵、アグネス・ラム[79]、高原ナナ
- 好きな音楽 - エリーゼのために[80]
- 弱点 - 左脇腹[81]
- その他 - カラオケのレパートリーは500曲以上（十八番は『愛の水中歌』）、自分の性格を一言で表すと、「クールでお茶目なナイスガイ」（自称）、自分を動物に例えるとコアラかアライグマ[79]、かわい子ちゃんに弱い[76]、腰の骨が鳴りやすい[82]、高所恐怖症、閉所恐怖症、尖端恐怖症、犬恐怖症[83]

### 異名
- キン肉マン
  - 奇蹟の逆転ファイター[84]
  - ダメ超人[85]
  - 牛丼野郎[86]
  - ニンニク男[87]
  - マッスル・デビル[88]
  - 戦うトランジスターラジオ[89]
  - キン肉星のプリンス[90]
  - 友情の中核を担う男[91]
  - よみがえる伝説[92]
  - 宇宙一の友だちを持つ男[92]
  - 永遠に続く伝説[92]
  - 王位継承を目指す者[92]
  - 真の王位継承者[92]
  - 勝利に輝く炎の戦士[92]
- ザ・シャネルマン
  - アフリカの脅威[92]
  - 泣く子もだまる残虐超人[92]
  - 静寂を破る黒い恐怖[92]

### 主な肩書き
- 全日本牛丼愛好会会長
- 株式会社キン肉商事怪獣取締課長（自称）
- 高原ナナファンクラブ会員番号9999番
- キン肉マンチーム・先鋒（1回戦）→大将（準決勝）→先鋒→大将（決勝）
- 正義超人3羽ガラス（キン肉マン、テリーマン、ロビンマスク）[93]
- 第58代キン肉星大王

### 個人タイトル歴
- 第53代ディスコヘビー級チャンピオン[85]
- 宇宙超人ヘビー級[94]
- 超人オリンピック優勝（'79）[94]
- ハワイ超人ヘビー級（3代目）[95]
- 全米超人タッグ選手権[94]
- 超人オリンピック ザ・ビッグファイト優勝（'80）[94]
- 宇宙超人タッグトーナメント[67]
- キン肉星王位継承サバイバル・マッチ優勝[67]

## 声優
神谷明
- テレビアニメ『キン肉マン』
- テレビアニメ『キン肉マン キン肉星王位争奪戦』
- 劇場アニメ『キン肉マンII世』
- ゲーム『キン肉マンII世 新世代超人VS伝説超人』
- ゲーム『キン肉マン マッスルジェネレーションズ』
- ゲーム『キン肉マン マッスルグランプリ』シリーズ
- パチスロ『パチスロキン肉マン』

古川登志夫
- テレビアニメ『キン肉マンII世』
- テレビアニメ『キン肉マンII世 ULTIMATE MUSCLE2』
- ゲーム『キン肉マンII世 正義超人への道』
- ゲーム『キン肉マン ジェネレーションズ』

岡野浩介
- ゲーム『戦国大戦』

宮野真守
- テレビアニメ『キン肉マン 完璧超人始祖編』

## テーマソング
奇跡の逆転ファイター
歌・セリフ - 神谷明 / 作詞 - 森雪之丞 / 作曲 - 芹澤廣明 / 編曲 - 奥慶一
タイトルは後に原作において、異名として使われた。ゆでたまごの原作担当の嶋田隆司は「僕からは絶対に出てこないフレーズ」「僕が（作詞の）森さんに引っ張られて、形になったものの好例」と述べている。
燃えるチャンピオンキン肉マン
歌・セリフ - 神谷明 / 作詞 - 吉田健美 / 作曲 - 米倉良広 / 編曲 - 京田誠一

## 家系図
|  |  | キン肉タツノリ （第56代キン肉星大王） | キン肉タツノリ （第56代キン肉星大王） | キン肉タツノリ （第56代キン肉星大王） | キン肉タツノリ （第56代キン肉星大王） | キン肉タツノリ （第56代キン肉星大王） | キン肉タツノリ （第56代キン肉星大王） |  |  | キン肉真弓 （第57代キン肉星大王） | キン肉真弓 （第57代キン肉星大王） | キン肉真弓 （第57代キン肉星大王） | キン肉真弓 （第57代キン肉星大王） | キン肉真弓 （第57代キン肉星大王） | キン肉真弓 （第57代キン肉星大王） |  |  | キン肉アタル （キン肉マンソルジャー） | キン肉アタル （キン肉マンソルジャー） | キン肉アタル （キン肉マンソルジャー） | キン肉アタル （キン肉マンソルジャー） | キン肉アタル （キン肉マンソルジャー） | キン肉アタル （キン肉マンソルジャー） |  |  |                                           |
|  |  | キン肉タツノリ （第56代キン肉星大王） | キン肉タツノリ （第56代キン肉星大王） | キン肉タツノリ （第56代キン肉星大王） | キン肉タツノリ （第56代キン肉星大王） | キン肉タツノリ （第56代キン肉星大王） | キン肉タツノリ （第56代キン肉星大王） |  |  | キン肉真弓 （第57代キン肉星大王） | キン肉真弓 （第57代キン肉星大王） | キン肉真弓 （第57代キン肉星大王） | キン肉真弓 （第57代キン肉星大王） | キン肉真弓 （第57代キン肉星大王） | キン肉真弓 （第57代キン肉星大王） |  |  | キン肉アタル （キン肉マンソルジャー） | キン肉アタル （キン肉マンソルジャー） | キン肉アタル （キン肉マンソルジャー） | キン肉アタル （キン肉マンソルジャー） | キン肉アタル （キン肉マンソルジャー） | キン肉アタル （キン肉マンソルジャー） |  |  |                                           |
|  |  |                                       |                                       |                                       |                                       |                                       |                                       |  |  |                                   |                                   |                                   |                                   |                                   |                                   |  |  |                                       |                                       |                                       |                                       |                                       |                                       |  |  |                                           |
|  |  |                                       |                                       |                                       |                                       |                                       |                                       |  |  |                                   |                                   |                                   |                                   |                                   |                                   |  |  |                                       |                                       |                                       |                                       |                                       |                                       |  |  |                                           |
|  |  | ネメシス （キン肉サダハル）           | ネメシス （キン肉サダハル）           | ネメシス （キン肉サダハル）           | ネメシス （キン肉サダハル）           | ネメシス （キン肉サダハル）           | ネメシス （キン肉サダハル）           |  |  | キン肉小百合                      | キン肉小百合                      | キン肉小百合                      | キン肉小百合                      | キン肉小百合                      | キン肉小百合                      |  |  | キン肉スグル （第58代キン肉星大王）   | キン肉スグル （第58代キン肉星大王）   | キン肉スグル （第58代キン肉星大王）   | キン肉スグル （第58代キン肉星大王）   | キン肉スグル （第58代キン肉星大王）   | キン肉スグル （第58代キン肉星大王）   |  |  |                                           |
|  |  | ネメシス （キン肉サダハル）           | ネメシス （キン肉サダハル）           | ネメシス （キン肉サダハル）           | ネメシス （キン肉サダハル）           | ネメシス （キン肉サダハル）           | ネメシス （キン肉サダハル）           |  |  | キン肉小百合                      | キン肉小百合                      | キン肉小百合                      | キン肉小百合                      | キン肉小百合                      | キン肉小百合                      |  |  | キン肉スグル （第58代キン肉星大王）   | キン肉スグル （第58代キン肉星大王）   | キン肉スグル （第58代キン肉星大王）   | キン肉スグル （第58代キン肉星大王）   | キン肉スグル （第58代キン肉星大王）   | キン肉スグル （第58代キン肉星大王）   |  |  |                                           |
|  |  |                                       |                                       |                                       |                                       |                                       |                                       |  |  |                                   |                                   |                                   |                                   |                                   |                                   |  |  |                                       |                                       |                                       |                                       |                                       |                                       |  |  | キン肉万太郎 （第59代キン肉星王位継承者） |
|  |  |                                       |                                       |                                       |                                       |                                       |                                       |  |  |                                   |                                   |                                   |                                   |                                   |                                   |  |  |                                       |                                       |                                       |                                       |                                       |                                       |  |  |                                           |
|  |  |                                       |                                       |                                       |                                       |                                       |                                       |  |  | ホルモン・ヤーキ                  | ホルモン・ヤーキ                  | ホルモン・ヤーキ                  | ホルモン・ヤーキ                  | ホルモン・ヤーキ                  | ホルモン・ヤーキ                  |  |  | ビビンバ                              | ビビンバ                              | ビビンバ                              | ビビンバ                              | ビビンバ                              | ビビンバ                              |  |  |                                           |
|  |  |                                       |                                       |                                       |                                       |                                       |                                       |  |  | ホルモン・ヤーキ                  | ホルモン・ヤーキ                  | ホルモン・ヤーキ                  | ホルモン・ヤーキ                  | ホルモン・ヤーキ                  | ホルモン・ヤーキ                  |  |  | ビビンバ                              | ビビンバ                              | ビビンバ                              | ビビンバ                              | ビビンバ                              | ビビンバ                              |  |  |                                           |
|  |  |                                       |                                       |                                       |                                       |                                       |                                       |  |  |                                   |                                   |                                   |                                   |                                   |                                   |  |  |                                       |                                       |                                       |                                       |                                       |                                       |  |  |                                           |
|  |  |                                       |                                       |                                       |                                       |                                       |                                       |  |  |                                   |                                   |                                   |                                   |                                   |                                   |  |  |                                       |                                       |                                       |                                       |                                       |                                       |  |  |                                           |
|  |  |                                       |                                       |                                       |                                       |                                       |                                       |  |  | ハラミ                            | ハラミ                            | ハラミ                            | ハラミ                            | ハラミ                            | ハラミ                            |  |  | プルコギ・ヤーキ                      | プルコギ・ヤーキ                      | プルコギ・ヤーキ                      | プルコギ・ヤーキ                      | プルコギ・ヤーキ                      | プルコギ・ヤーキ                      |  |  |                                           |
|  |  |                                       |                                       |                                       |                                       |                                       |                                       |  |  | ハラミ                            | ハラミ                            | ハラミ                            | ハラミ                            | ハラミ                            | ハラミ                            |  |  | プルコギ・ヤーキ                      | プルコギ・ヤーキ                      | プルコギ・ヤーキ                      | プルコギ・ヤーキ                      | プルコギ・ヤーキ                      | プルコギ・ヤーキ                      |  |  |                                           |

## コンピュータゲーム
『キン肉マン マッスルタッグマッチ』では、8体のプレイヤーキャラクターの内の1人としてキン肉マンが登場している。攻撃力はあるが、足が遅いキャラクターとしてデザインされている。必殺技は後方から相手を持ち上げ、落下する「キン肉ドライバー」。
『マッスルタッグマッチ』のリメイク作品に当たる『キン肉マンII世 ドリームタッグマッチ』ではその基本性能が向上し、「キン肉ドライバー」は前方から仕掛ける技に変更され、レベル1技に「キン肉バスター」、レベル3技に「マッスル・スパーク」が追加されている。
『ファミコンジャンプ 英雄列伝』では、主人公とともに戦う16人のヒーローの1人として登場。『THE MOMOTAROH』の主人公・モモタロウの先輩という設定になっている。
『キン肉マンII世 新世代超人VS伝説超人』など『キン肉マンII世』以後のゲームでは、タッグチームを組むキャラクターによっては特定のチーム名が付けられる。以下にそれを示す。
- ザ・マシンガンズ - テリーマン
- マッスル・ブラザーズ - キン肉マングレート（初代：プリンス・カメハメ、二代目：テリーマン）
- ブルーインパルス - ロビンマスク
- 巌流島コンビ - ネプチューンマン
- 日本コンビ - ウルフマン
- 骨肉の争いコンビ - キン骨マン
- 正義超人コンビ - モンゴルマン（『キン肉マン 超人タッグ オールスターズ』では、ザ・ミラクルズ）
- ブラザー・フッド - キン肉マンソルジャー（キン肉アタル）
- チーム親子丼 - キン肉万太郎またはキン肉真弓

骨肉の争いコンビ以下はゲーム独自の名称である。
『キン肉マンII世 新世代超人VS伝説超人』のストーリーモードでは、伝説超人の頂点を極めた後、平和な暮らしをしていたところに新世代超人が来訪。修行をつけてほしいという彼らのためにトーナメント大会を開く。決勝戦ではテリーマンとの戦いになるかと思われたが、ボーン・コールドの妨害によりテリーマンが負傷。ボーンを倒した後、未来の超人の実力に奮起し、トレーニングに励む。
『キン肉マンII世 超人聖戦史』では正悪を示す属性ゲージが最高なら仲間にできる。一定の条件を満たせば弟子入りし「キン肉バスター」を習得できる。また主人公が選んだルートにより扱いが分かれる。以下にそれを示す。
正義ルート
原作通りの展開になるため主人公の代わりに戦闘を行うパートが多い。超人オリンピックもしくはキン肉星王位争奪編にてキン肉マン以外のチームに付くと戦闘可能。
中立ルート
ほぼ原作と同様。
悪行ルート
7人の悪魔超人編における対抗戦にて悪魔超人入りした主人公と闘い負傷。後にキン肉アタルと共に立ちはだかる。
『キン肉マン マッスルグランプリ』シリーズでは、キン肉マンの2Pカラー（同じキャラクター同士で対戦するための色違いキャラクター）としてキン肉族の戦闘コスチューム姿が登場。『キン肉マン マッスルグランプリ2』ではキン肉星王位争奪編の新コスチュームが追加されている。

## その他
キン肉マンは元々は嶋田隆司が小学4年生の時に描いたキャラクターであり、当初はシシカバ・ブーに近い造形をしていた。第9回赤塚賞に漫画を応募するにあたってキン肉マンを再利用することになり、その際に中井義則と共にデザインをし直して現在のキン肉マンのビジュアルが完成した。
連載前の読み切り版でのキン肉マンは、ウルトラの父の愛人の子で、ウルトラ兄弟の末弟であると設定されている。後の『キン肉マン 特盛』に読み切り版が収録された際は、ウルトラシリーズの公式設定とは異なることと、円谷プロダクションの許可を得て収録した旨が明記された。
連載初期の『週刊少年ジャンプ』の表紙に描かれるキン肉マンは、ゆでたまごの手によらず表紙専任のイラストレーターによって描かれていた。当時ゆでたまごがデビュー間もなく、カラーが描けないであろうことに編集部が配慮したもの。このうち最初の3回（1979年22号、29号、39号）は顔が緑色に塗られており、現在の肌色になったのは1980年9号から。2019年に発売された学研の図鑑『キン肉マン「超人」』において、この緑色の顔は「シュラスコ族の緑色の肌に合わせたマスク」だと解説された。
キン肉マンをマスク超人としたのは、嶋田隆司が新日本プロレスの道場に取材に行った際、山本小鉄に「キン肉マンって、マスクでしょ?」と聞かれたのがきっかけ。当時はマスクとの設定は無かったが、もしそうだったら面白いと逆に感心し、実際にマスク超人だったことにした。後にゆでたまごは「なぜ小鉄さんがマスクだと思ったのか、一切わからない」と話している。
『夢の超人タッグ編』連載中、キン肉マンの素顔を公開する名目で「衝撃!!キン肉マン覆面狩りポスター」が『週刊少年ジャンプ』の付録となったが、実際に素顔は描かれなかった。後の2008年11月1日放送のテレビ番組『堂本光一PRESENTS 死ぬまでに知りたい10の事 〜知神さまのギモン評議会』内の企画で、原作の描写をもとに法廷画家が全体の顔を描き、それを作者の一人である中井義則（作者のもう一人である嶋田隆司はイメージを壊したくないとの理由で拒否）が手直しする形で公開している。
主人公だが人気投票では1位になることはなく、結果発表のたびに各人物のコメント欄に「この漫画の主人公は誰だ」「投票をやり直せ〜っ」などと書かれるのが通例になっている。